# 専修大学
専修大学（せんしゅうだいがく、英語: Senshu University）は、東京都千代田区神田神保町三丁目8番地に本部を置く日本の私立大学。1880年創立、1923年大学設置。大学の略称は専大（せんだい）。

## 概観

### 大学全体
専修大学は1880年9月16日に開校した専修学校（現在の専修学校とは異なる）を前身とし、1922年に大学令に基づく大学となった私立大学である。旧制大学の一つであり五大法律学校の一校としても知られた。
大学の前身である専修学校は、1875年に日本人の官費留学生によってアメリカ合衆国で結成された「日本法律会社」にまで歴史はさかのぼる。当時、明治政府は近代国家の建設を目標に、西欧の先進的な文化を導入するため、積極的に海外留学政策を推し進めており、創立者たちもアメリカへ留学した人物である。1879年日本法律会社に所属していた相馬永胤と目賀田種太郎は、東京市京橋区（現：東京都中央区）に法律事務所を開設、そこへほぼ同時期に帰国した田尻稲次郎と駒井重格が加わり、アメリカ留学時に構想していた高等教育機関の設立へと動き出す。この構想に賛同した福澤諭吉は、まず慶應義塾内に教育機関を開設するように促した。こうして、1879年12月に開設されたのが慶應義塾夜間法律科である。また、同じくこの構想に賛同した箕作秋坪は、自分の私塾である三汊塾へ法律経済科を設置して、相馬らに教授を任せた。一方、日本法律会社は、東京大学法学部の卒業生らを加え、東京法学会へと発展し、東京攻法館という教育組織を結成していた。
慶應義塾や三汊塾の一部としてでは、自分たちの求める高等教育機関として不十分であると感じた相馬 らは、本格的に独立した高等教育機関を設立することを模索した。その結果、明治生命本館として使用されていた明治会堂を借り受けられることとなり、慶應義塾夜間法律科と三汊塾法律経済科、東京攻法館を統合し、専修学校を設置することにした。　
明治会堂跡地（現在の東京都中央区銀座3丁目）には、専修学校発祥の碑が設けられている。これらの教育機関における実績をもとに、相馬ら8名は、1880年8月7日、東京府へ開校届出を提出し、イギリス法学系の私立旧制法律学校として認可された。その後、明治会堂の完成が遅延したが、福澤の好意で、簿記講習所を仮校舎として使用することとなり、簿記講習所で開校式が執り行われた。
当時、法律学を本格的に教える教育機関は、東京大学法学部や司法省法学校など極少数であり、東京大学法学部が英語、司法省法学校が仏語で教授していたのに対し、専修学校法律科は初めて日本語で英米法を教授する法律学校として多くの学生を集めた。
また、1880年に日本で初めて「経済科」（現在の経済学部）を設置した。日本最初の専門教育課程、高等教育機関において経済学を日本語で教授した学校である。これまでは経済学も個人的な教授は存在しただろうが、組織的にこれだけの大規模な経済学を享受できる機関の誕生は日本の学問に大きな功績を与えたといえる。
そのため法学部、経済学部が専修大学の看板学部である。

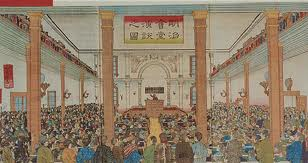
明治会堂（京橋区木挽町）
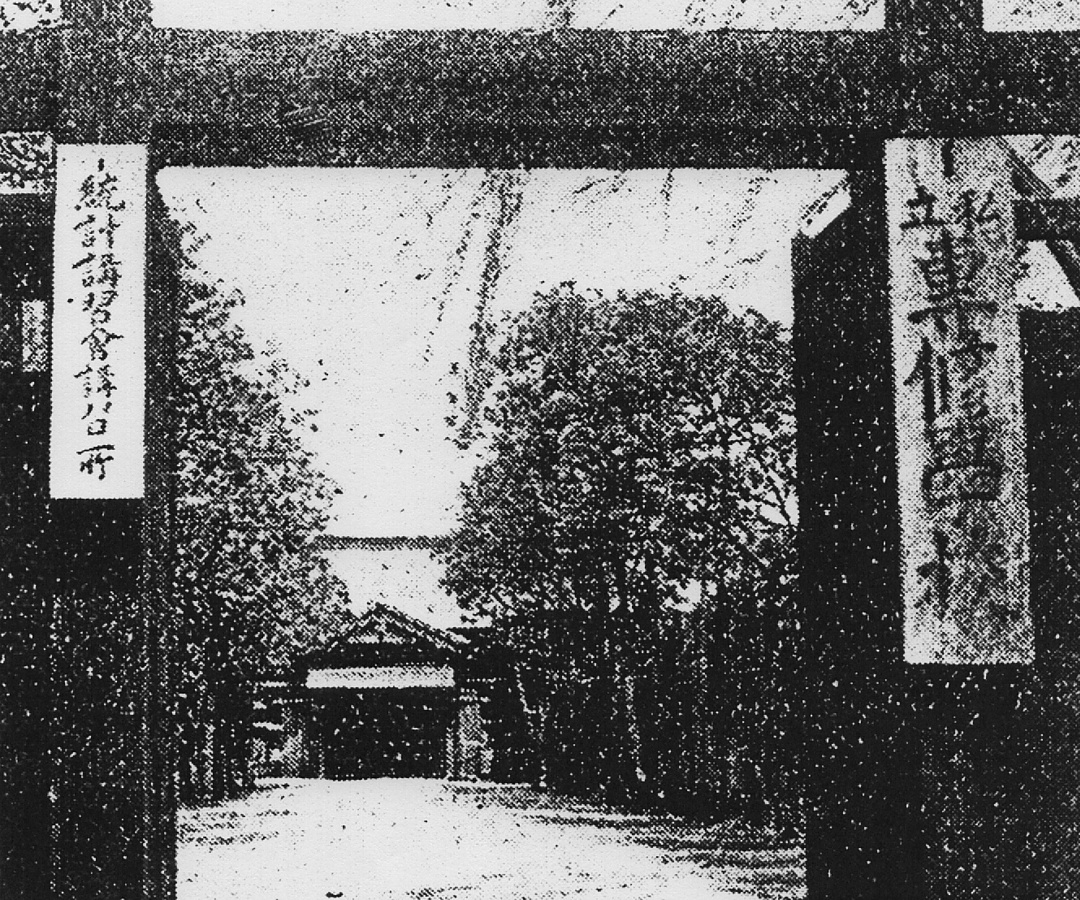
専修学校の黒門（1899年）

現在では7学部18学科・6大学院研究科を抱える、社会科学・人文科学（ネットワーク情報学部のみ文理融合の方針となっている ）の総合大学へと発展した。
銀座に校舎を構えていたが、関東大震災や銀座地区の発展を受け、現在の神田神保町に校舎を移転した。当時の現在で言う九段、神保町、駿河台地域は武家屋敷が立ち並ぶ地域であったためにその風合いに倣い、黒色の門を構えた。上の写真がその門である。改築に伴いその門は解体されたが、140周年記念事業の一環として、モニュメントとして、復活し専大通り沿いに展示されている。
神田校舎は、千代田区の神田神保町に位置し、神田五大学とともに学生街を形成している。神田のカルチエ・ラタンとも呼ばれる。
戦後に入ると学生数増加及び学部新設に伴い神奈川県川崎市にもキャンパスを構え、神田・生田の2キャンパス体制となる。

### 創立主旨
専修大学の前身である専修学校は「創立主旨」において2つの姿勢を示した。まず「力ヲ専攻ニ致サザルベカラズ」と宣し、各科兼修ではなく一科専修の専門学校をめざして経済・法律の2科をおいた。
そして「其他諸科ニ至テハ将サニ漸次計画スルトコロアラントス」と示して、経済法律専修学校として開学した。専修学校とはこれの略称で、一科を専修し、一学を専攻して学問の蘊奥を究めさせるという方針を含意させたものである。
この方針はコロンビア法律学校（相馬）、ハーヴァード法律学校（目賀田）、イェール大学大学院（相馬・田尻）、ラトガース大学（駒井）における専門教育課程での経験、教育制度にならったものと言える。

### 学風および特色
創立者である相馬永胤・田尻稲次郎・目賀田種太郎・駒井重格らは、明治の初め、米国に留学して新しい学問を学んだ。この幸福を日本にいる多くの青年たちにわかち与えたいと念願して、専修大学を創立した。専修大学では、青年を教育・指導することによって社会に「報恩奉仕」するという精神を建学の精神としており、学風として「質実剛健・誠実力行」を挙げている。

#### 21世紀ビジョン「社会知性の開発」
専修大学では2010年に創立130周年を迎えることになったのを機に、建学の精神である「社会に対する報恩奉仕」を、現代的に捉えなおしたものとして、「社会知性(Socio-Intelligence)の開発」を柱とした、21世紀ビジョンを制定している。
社会知性(Socio-Intelligence)とは、「専門的な知識・技術とそれに基づく思考方法を核としながらも、深い人間理解と倫理観を持ち、地球的視野から独創的な発想により、主体的に社会の諸課題の解決に取り組んでいける能力」である。

## 沿革

### 略歴
法律学を学ぶためにアメリカに留学していた相馬永胤は、留学生監督として日本人留学生を支援するかたわら、自身も法律学や欧米の教育制度を調査研究していた目賀田種太郎と親交を深め、勉学組織「日本法律会社」を結成。他方、田尻稲次郎と駒井重格は経済学と財政学を学び、協力して財政学書の翻訳を開始。その後、相馬ら法学徒と田尻ら経済学徒は、イェール大学で出会う。 帰国後4人は、米国の教育制度にならい専門教育課程を組織的に日本語で教える「経済科」と「法律科」を併設した「専修学校」を1880年に創立した。1913年に私立専修大学、1919年に専修大学と改称、1922年大学令により大学として認可された。

専修大学創立者
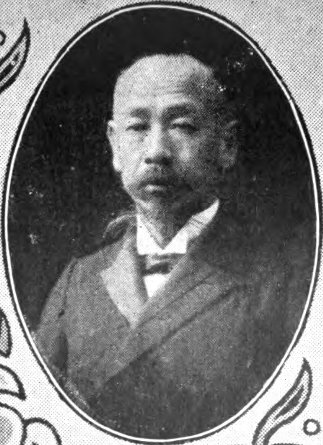
相馬永胤
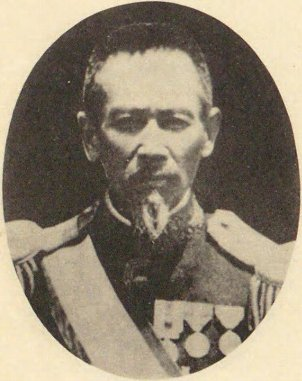
田尻稲次郎
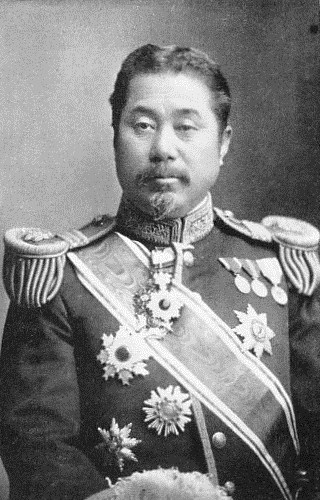
目賀田種太郎
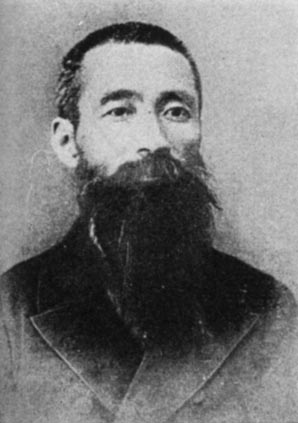
駒井重格

### 年表

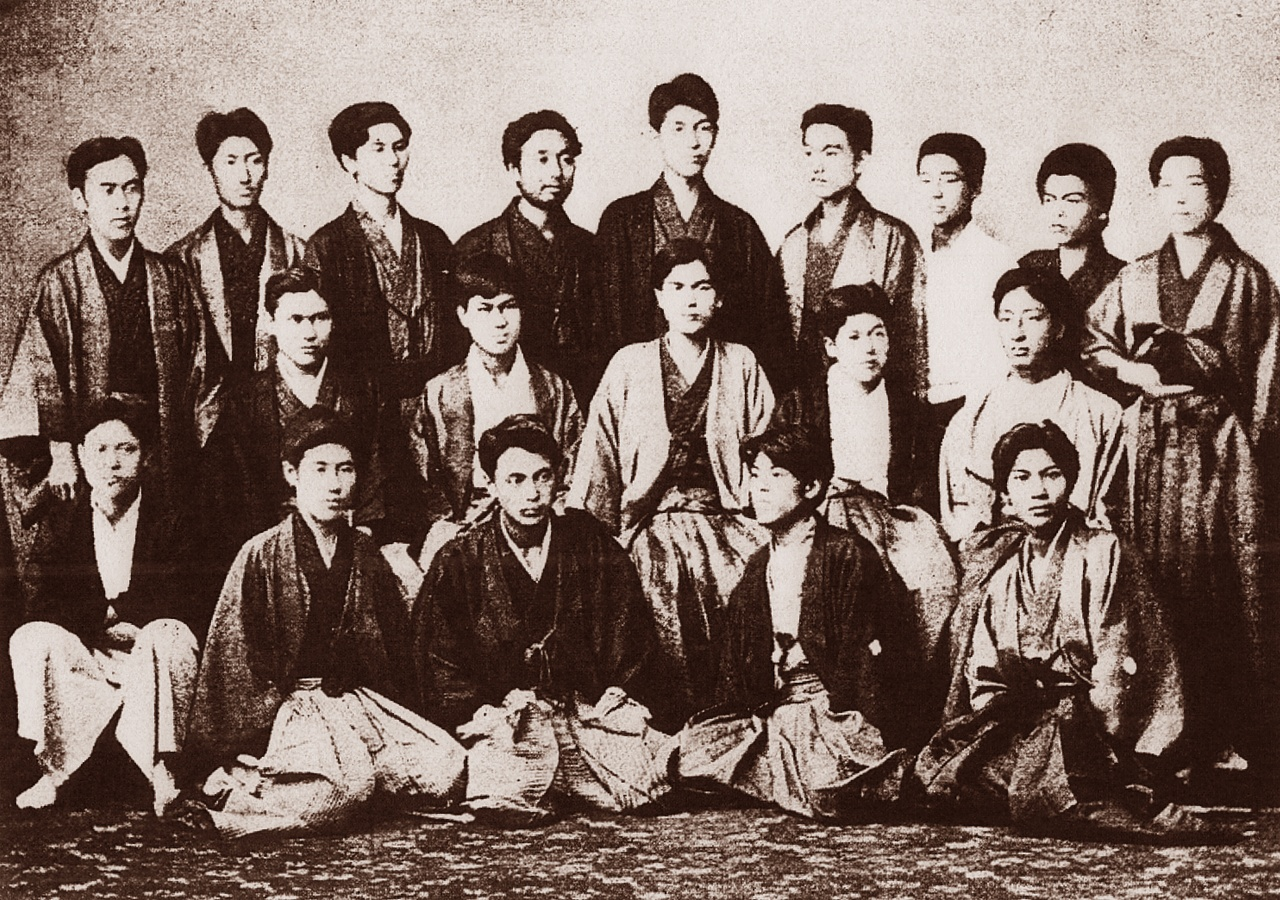
専修学校第3回卒業記念写真（1883年）

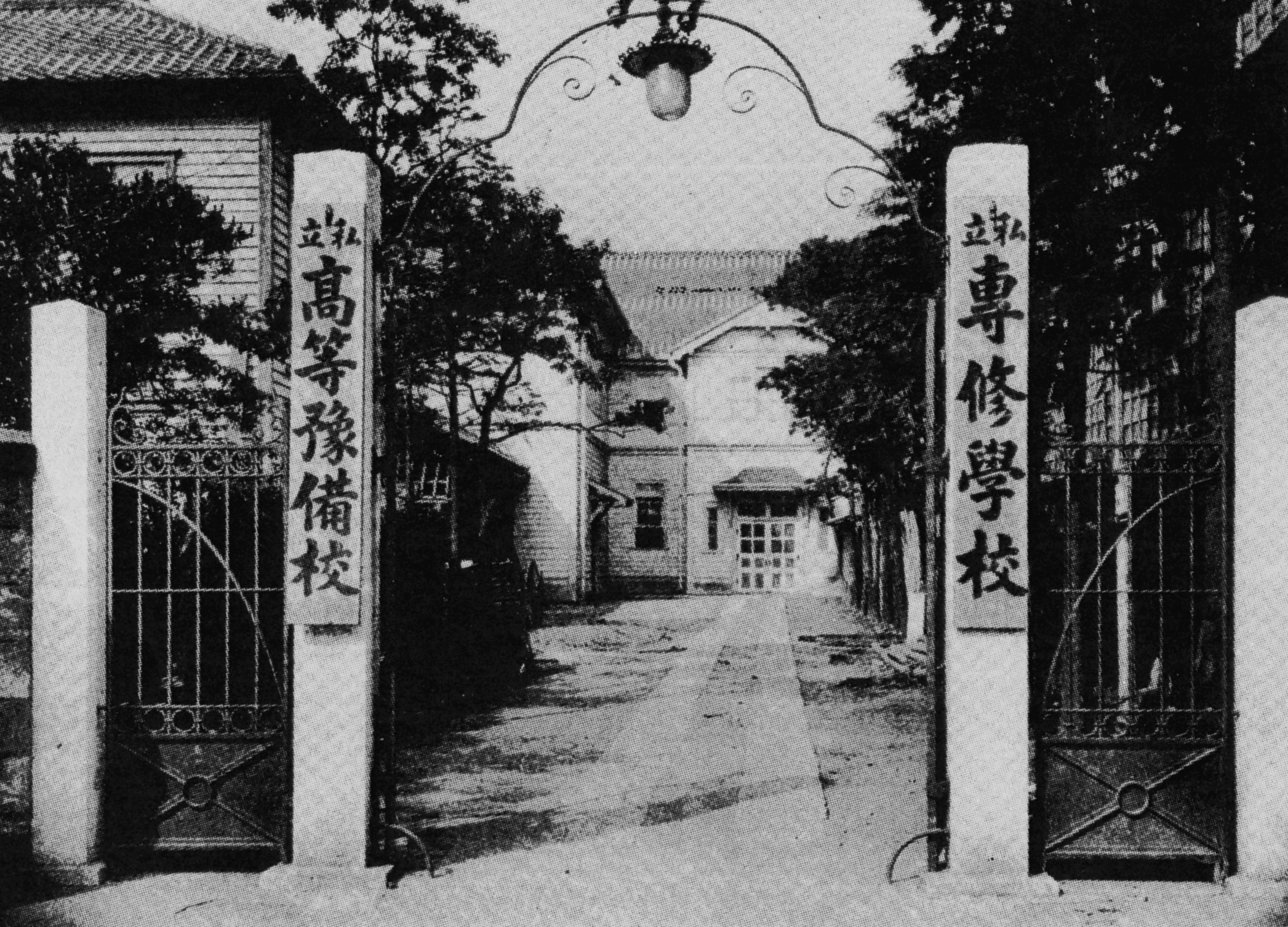
専修学校正門（明治末期）

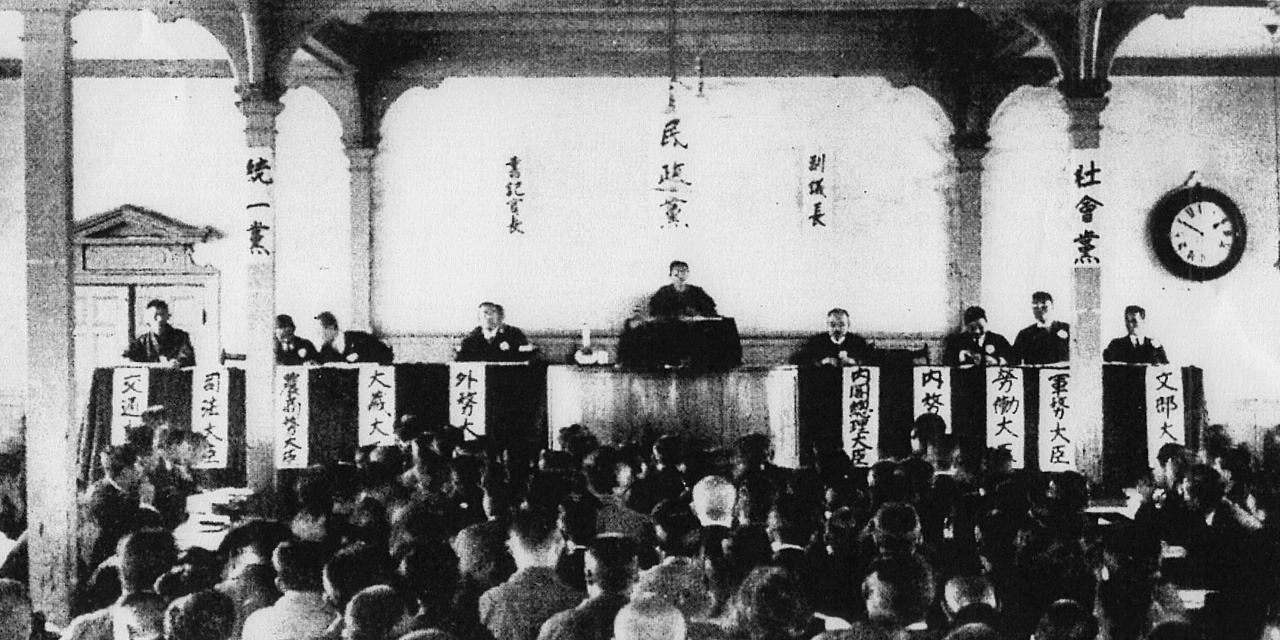
第4回専修帝国議会（1922年）

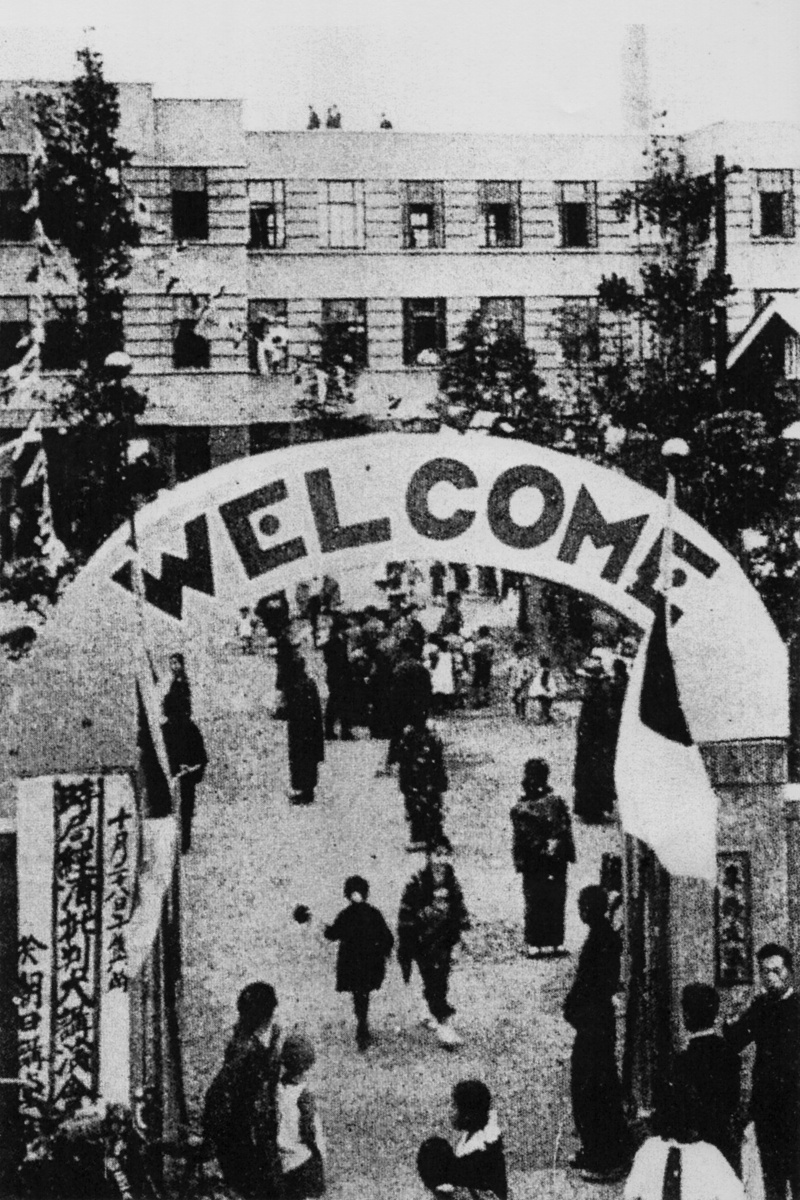
専修大学創立50周年記念祭（1929年）

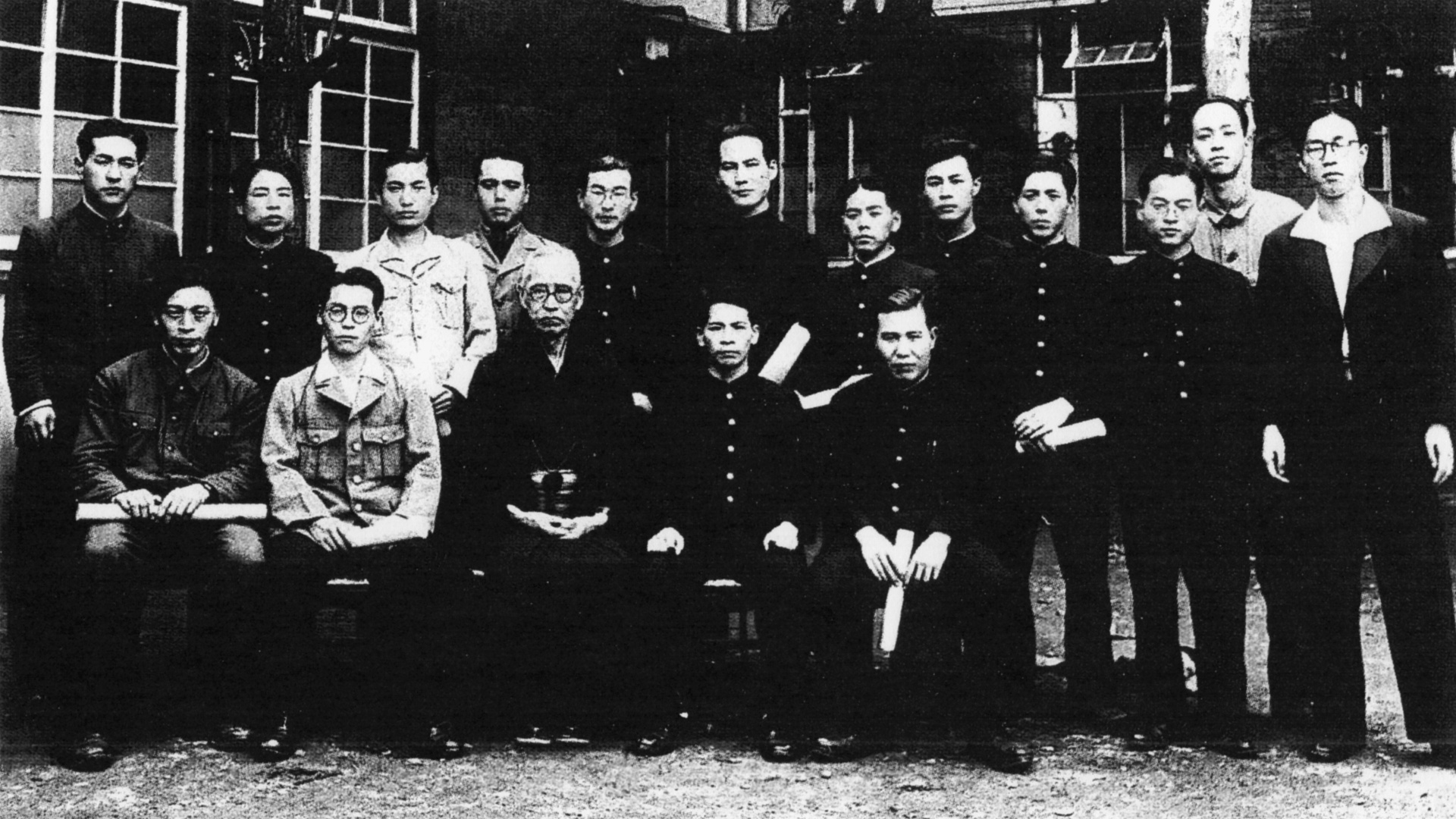
戦後最初の卒業式（前列左から3人目が今村力三郎総長）

- 1880年（明治13年） - 専修学校創立（東京府京橋区）。夜間2年制の経済科（現・経済学部）および法律科（1893年生徒募集停止）を置く。
- 1881年（明治14年） - 法律雑誌『明法志林』を発行。
- 1882年（明治15年） - 神田区中猿楽町に移転（順天求合社の校舎を借用）[4]。
- 1883年（明治16年） - 修業年限を3年に延長する[5]。
- 1885年（明治18年） - 神田区今川小路（現在の神田キャンパスの地）に校舎を新築し、移転。
- 1886年（明治19年） - 私立法律学校特別監督条規により、専修学校など五大法律学校が帝国大学特別監督下に入る。
- 1887年（明治20年） - 校外員制度を設けて経済学および法律学の通信教育を開始。
- 1888年（明治21年） - 五大法律学校連合大討論会に参加[注 1]。経済科を理財科と改称。
- 1889年（明治22年） - 政治科を設置。
- 1891年（明治24年） - 政治科を廃止。
- 1893年（明治29年） - 法律科の生徒募集を停止。
- 1903年（明治36年） - 専門学校令準拠の専門学校として認可される。
- 1905年（明治38年） - 理財科を経済科に改称。商科を増設。
- 1906年（明治39年） - 大学部・専門部・高等専攻部（大学院の原型）・大学予科を設置して大学組織とする。
- 1907年（明治40年） - 学校組織を社団法人とする。
- 1911年（明治44年） - 商科を廃止。
- 1913年（大正2年） - 私立専修大学と改称。
- 1917年（大正6年） - 専門部に計理科増設。実業学校の私立専修実業学校を併設（専修実業学校→専修商業学校を経て1928年に分離・戦後学制改革を経て廃校）。
- 1919年（大正8年） - 専修大学と改称。
- 1920年（大正9年） - 大学令による大学設立認可申請書を提出。学校組織を社団法人から財団法人に改める。新校舎竣工。（木造3階建て、関東大震災で焼失）
- 1921年（大正10年） - 予科の修業年限を2年に延長する。
- 1922年（大正11年） - 大学令による大学として認可される。
- 1923年（大正12年） - 大学令による専修大学設置、経済学部および大学予科、専門部を開設。
- 1924年（大正13年） - 専門部が高等学校大学予科と同等以上と指定される[6]。
- 1927年（昭和2年） - 法学部設置
- 1928年（昭和3年） - 鉄筋3階建ての新校舎竣工。専門部に法律科・商業科増設
- 1929年（昭和4年） - 学部・専門部全学科で昼夜2部制をとる。
- 1931年（昭和6年） - 専門部法律科を法科と改称。五大学野球連盟（東都大学野球連盟の前身）結成。
- 1932年（昭和7年） - 専門部商業科を商科と改称。
- 1934年（昭和9年） - 学長を総長と改称。
- 1939年（昭和14年） - 総長・学長の二長制に移行。
- 1943年（昭和18年） - 学徒出陣壮行会挙行。
- 1944年（昭和19年） - 夜間部予科の学生募集停止。専門部の法科・経済科・商科・計理科を政経科と経営科に統合[7]（戦後復旧）。
- 1945年（昭和20年） - 終戦により学徒勤労動員解除。
- 1946年（昭和21年） - 女子学生がはじめて入学する。
- 1947年（昭和22年） - 労働講座を開講。
- 1948年（昭和23年） - 川崎市生田の日本電気研究所跡地を取得（生田キャンパスとなる）。労働講座を労働学院に改組
- 1949年（昭和24年） - 学制改革により新制大学として発足。商経学部（経済学科・商業学科）・法学部（法律学科）設置。旧制専門部の学生募集停止。
- 1950年（昭和25年） - 短期大学部商経科・法律実務科設置。旧制学部の学生募集停止。旧制専門部最後の学生が卒業。
- 1951年（昭和26年） - 運営組織を財団法人から学校法人に改める。旧制学部最後の学生が卒業。
- 1952年（昭和27年） - 大学院経済学研究科経済学専攻修士課程設置。
- 1954年（昭和29年） - 大学院法学研究科私法学専攻修士課程設置。
- 1955年（昭和30年） - 大学院経済学研究科経済史・経済学史専攻・法学研究科民事法学専攻博士後期課程設置。
- 1957年（昭和32年） - 労働学院を廃止
- 1961年（昭和36年） - 旧制専修大学廃止[8]。
- 1962年（昭和37年） - 経営学部経営学科設置。
- 1963年（昭和38年） - 商経学部を経済学部と改称。
- 1965年（昭和40年） - 商学部商業学科設置。短期大学部廃止。
- 1966年（昭和41年） - 文学部国文学科・英米文学科・人文学科設置。
- 1968年（昭和43年） - 商学部に会計学科増設。
- 1970年（昭和45年） - 大学院経済学研究科経済史・経済学史専攻博士後期課程を大学院経済学研究科経済学専攻博士後期課程に改組。
- 1971年（昭和46年） - 大学院文学研究科国文学専攻・英文学専攻・哲学専攻修士課程設置。法学部の1年次は生田キャンパスへ移転。
- 1972年（昭和47年） - 経営学部に情報管理学科増設。
- 1973年（昭和48年） - 神田キャンパス1号館竣工、落成式に田中角栄内閣総理大臣が参列[9]。大学院文学研究科国文学専攻・英文学専攻・哲学専攻博士課程設置。
- 1974年（昭和49年） - 大学院法学研究科に公法学専攻修士課程・博士課程増設。
- 1975年（昭和50年） - 大学院経営学研究科経営学専攻・商学研究科商学専攻修士課程設置。
- 1977年（昭和52年） - 大学院経営学研究科経営学専攻・商学研究科商学専攻博士課程設置。
- 1979年（昭和54年） - 常陸宮正仁親王・親王妃華子の御臨席のもと創立100年記念式典を挙行。創立100年を記念してコロンビア大学のドナルド・キーン教授（当時）が来校し、生田キャンパスで学術講演会を開催。
- 1992年（平成4年） - 大学院文学研究科史学専攻・地理学専攻・社会学専攻・心理学専攻修士課程増設。
- 1994年（平成6年） - 大学院文学研究科史学専攻・地理学専攻・社会学専攻・心理学専攻博士後期課程増設。
- 1996年（平成8年） - 経済学部に国際経済学科、文学部に心理学科増設。
- 2000年（平成12年） - 神田キャンパスにて大学院経済学研究科経済学専攻修士課程の夜間開講が始まる。
- 2001年（平成13年） - 文学部国文学科を日本語日本文学科に、英米文学科を英語英米文学科に名称変更。経営学部情報管理学科をネットワーク情報学部ネットワーク情報学科に改組転換。
- 2002年（平成14年） - 神田キャンパスにて大学院経済学研究科経済学専攻修士課程1年制コースを夜間開講。大学院文学研究科修士・博士後期課程国文学専攻を日本語日本文学専攻、英文学専攻を英語英米文学専攻、史学専攻を歴史学専攻に名称変更。神田キャンパスにて大学院商学研究科商学専攻修士課程を夜間開講。
- 2004年（平成16年） - 大学院法務研究科法務専攻（法科大学院）設置。
- 2006年（平成18年） - 法学部に政治学科増設。商学部商業学科をマーケティング学科に名称変更。
- 2009年（平成21年） - 創立130年記念式典挙行。
- 2010年（平成22年） - 文学部心理学科を人間科学部心理学科に改組転換し、人間科学部社会学科を新設。文学部日本語日本文学科を日本文学文化学科と日本語学科に、人文学科を哲学科、歴史学科、環境地理学科に改組転換し、人文・ジャーナリズム学科を増設。大学院商学研究科に会計学専攻修士課程・博士後期課程増設。
- 2012年（平成24年） - 法学部一部の1年次を神田キャンパスに移転し、法学部を神田キャンパスに集約。
- 2019年（平成31年/令和元年） - 文学部の人文学科を廃止。経営学部にビジネスデザイン学科を増設。文学部の人文・ジャーナリズム学科をジャーナリズム学科に改組。
- 2020年（令和2年） - 商学部一部を神田キャンパスへ移転。国際コミュニケーション学部を神田キャンパスに開設（文学部日本語学科を国際コミュニケーション学部日本語学科に改組転換、国際コミュニケーション学部異文化コミュニケーション学科を新設）。経済学部の一部経済学科を現代経済学科と生活環境経済学科に改組。経済学部一部経済学科、経済学部二部経済学科、法学部二部法律学科、商学部二部マーケティング学科を学生募集停止。

## 基礎データ

### 所在地
キャンパスは2つあり、東京都千代田区神田神保町にある皇居や国会議事堂にほど近い神田キャンパスと、川崎市多摩区にある多摩丘陵と生田緑地に挟まれた高台にある生田キャンパスに分かれている。
- 神田キャンパス（東京都千代田区神田神保町）

法人本部、法学部、商学部、国際コミュニケーション学部、法律事務所、法科大学院、専修大学大学院(法学研究科、商学研究科、経済学研究科)
図書館(神田分館、法科大学院分館、Knowladge Base)
詳しくは←専修大学HPを参照
- 生田キャンパス（神奈川県川崎市多摩区東三田）[11]

経済学部、経営学部、文学部、人間科学部、ネットワーク情報学部、図書館(本館、生田分館)
体育場(総合体育館、第一体育館)、体育会体育寮
- サテライトキャンパス（神奈川県川崎市多摩区登戸）

公開講座などを開講
- 伊勢原総合グランド（神奈川県伊勢原市西富岡）

体育会各部のスポーツ施設、馬術部厩舎、体育会学生寮など

### 象徴

#### 校旗・校章
- 専修大学の校章は、1910年（明治43年）の卒業アルバムにあるデザインをもとに、1921年（大正10年）に制定された。この校章は当時の経済科の学生が考案したもので、「大學」の文字にペンと頭文字のS、そして鳳の広げた羽を組み合わせたものである。旧制大学時代は、「大學」を白字に抜いたものが大学部、抜いていないものが予科と区別されていた。
- 校章のほかにも専修大学のシンボルマークがある。これは、左側を向いて口を開いた有翼のライオンの像で、獅子奮迅の活躍をするよう願って作られたものである。校章が必要とされる場よりも若干くだけたスポーツの場で用いられている。
- 校旗は、緑地の旗の中央に校章を配したデザインで、校章と大部分のデザイン要素を共有する。縦に掲揚する場合は、校章が横向きにならないようにレイアウトを変更した特別な旗を使用する。

#### 校歌
1. 宮城の北 枢地に立ちて
礎固し われらが大学
質実は姿 真摯は心
学徒幾千 理想に生きて
済世の道 ここに学び
経綸の策 ここに究む
2. 鳳の翼 両手に開き
世に魁し われらが大学
剛健の意気に 力行の勇に
学徒幾千 希望に生きて
常久の富 ここに萌し
限りなき幸 ここに芽ぐむ
「われらが行く道 磐石なせり
われらが行く手は 光に
充てり」

ほかに応援歌「スター専修」（作詞東辰三、作曲明本京静）などがある。

#### スクールカラー
- 専修大学のスクールカラーはみどり（Green■）である。
- 大学としてこの色を認可したのは昭和55年のことで、創立100年を記念して校旗を新調した際に制定された。それ以前から体育会のユニフォームなどには緑が用いられ、専修大学のスクールカラーが緑であることは広く認知されていた。[要出典]
- その起源については明らかではないが、本学体育会によると、緑を最初に使用したのは、大正13年に創部した陸上競技部であった。緑が若々しさを意味するためとも言われている。[誰によって?]
- なお、1930年（昭和5年）に山田耕筰の手によって作られた校歌は「緑の栄冠」（現在はラグビー部の部歌）と名づけられている。
- また、校章、学生用の襟章や箱根駅伝の襷には、緑のほかに白、えび茶色を用い、三色となっている。
- 平成14年10月に発行された『専修大学年報　平成13年度』[12] の10ページによれば、スクールカラーについて、平成13年度に「創立100年時に新作成された校旗の色を基準に測色し、印刷に近似に再現した色を指定した」として、「大日本インキ化学工業（株）発行「フランスの伝統色カラーガイド」第3版のNo.F293」をあげている。

#### マスコット
- 2004年（平成16年）に、上記の体育会のシンボルマークである、鳳の羽をもつ獅子をデフォルメして制定した。
- 「センディ」と名がつき、学生に愛されている。学校のモチーフとして、学生スタッフのユニフォームや広報活動、ポスター等に記載されている。
- 商標登録第4859856号。

## 教育および研究

### 学部
- 一部
  - 経済学部

1880年に日本で初めての独立した経済学の高等教育機関である専修学校経済科として創立して以来、専修大学の代表的な学部として130年以上の歴史を有する。1922年の大学昇格時に初めて設置した学部でもある。教養科目とは別に、外国語科目が学科の専門科目としてあり、経済時事英語、国際コミュニケーション、国際事情、地域研究特殊講義などの講義では、ネイティブ・スピーカーの教員によって行なわれている。国際経済学科独自のカリキュラムとして、海外研修というものがあり、夏季休暇を利用して海外の視察が行われている。経済学科の学生はインターンシップに参加する学生が多くいるが、国際経済学科の学生は習得した外国語を生かしてインターンシップではなく海外へ留学する学生の割合が非常に高い。2020年4月に経済学科が現代経済学科と生活環境経済学科に改組された。
- 経済学科

- 歴史と発展コース
- 福祉と環境コース
- 企業と情報コース
- 市場と政府コース

- 現代経済学科

- 「経済政策」プログラム
- 「企業産業」プログラム
- 「金融」プログラム
- 「経済理論」プログラム

- 生活環境経済学科

- 地域環境プログラム
- 福祉・労働プログラム
- 社会経済史プログラム
- 経済システム・理論プログラム

- 国際経済学科

- 法学部

専修大学と法律学の関わりは古く、1880年に創立されたイギリス法学系の私立旧制法律学校である専修学校法律科まで遡る。「五大法律学校」の一校としても知られている。定員は両学科合わせ約700人と、在京大学の中でもかなり規模が大きく、外交官や駐日大使（イラク、パキスタン等）による国際政治や法律問題に関する学術講演会、シンポジウム、学会などが多く開かれている。法律学科では2020年度入学者より従来の3コース制度から履修モデル制度による学修を行うこととなった。また、2020年度入学者より、成績優秀な学生を対象にした「法学部3年次早期卒業制度」（法律学科、政治学科ともに対象）を導入している。また法科大学院設置に伴い大学は３年次までで法科大学院へ進学するという選択もできるようになっている。
- 法律学科

- 法律総合コース
- 企業法務コース
- 公共法務コース
- 法律専門職（法曹、行政書士、租税法務）モデル
- 公務員（国家公務員・地方公務員、警察官・消防官、裁判所事務官）モデル
- 企業法務（一般ビジネス法務、金融ビジネス法務、不動産・建設ビジネス法務）モデル
- 研究・教育（外国の法と法の歴史、国際関係法、教職）モデル

- 政治学科

- 政治理論・歴史コース
- 国際政治・地域コース
- 日本政治・政策コース

- 経営学部

日本の大学でマネジメント研究が始まった最初期である1962年（昭和37年）に、全国の大学で5番目の経営学部として設置された。教育方針として「理論と実践の融合」を掲げ、卒業生や一般の起業家、会社経営者らも教壇に立つことがあるなど、理論一辺倒にならぬ教育・研究がなされている。また、学部の開設当初には、当時最先端であった情報教育を教育の柱に据えたほか、日本の大学としてはオペレーションズリサーチの研究にいち早く取り組んだ。2016年度に、姉妹大学である石巻専修大学の経営学部との間で「専修大学経営学部と石巻専修大学経営学部との学生交流事業に関する協定」及び「専修大学経営学部と石巻専修大学経営学部との国内留学に関する覚書」を締結した。2019年に企業をスタートアップさせる人材を育成するビジネスデザイン学科を設置し、1972年～2001年に情報管理学科設置時以来となる複数の学科を持つ学部となった。

- 経営学科

テーマ科目：企業と市場・社会、ベンチャー創造と事業継承、戦略デザイン（2018年以前の入学者）、戦略マネジメント（2019年度以降入学者）、グローバル・マネジメント、企業評価とファイナンス、企業活動と会計情報、顧客満足とマーケティング、ビジネス・ソリューション、人的資源と知識創造、ICTと情報マネジメント
- ビジネスデザイン学科

- 商学部

1905年に設置された商科が由来となり、その後の数度の改編を経て、1949年に商経学部商業学科、1963年に経済学部商業学科（商経学部の学部名称を変更）、1965年に商学部商業学科（経済学部商業学科から商業学科を分離）として設置されている。専修大学内においてセメスター制、オフィスアワーを最初期に導入した学部である。1968年増設の会計学科は、1918年の計理科に由来している。2020年に就学のキャンパスを生田キャンパスから神田キャンパスへ変更した。
- マーケティング学科

- マーケティングコース
- ファイナンスコース
- グローバルビジネスコース
- ビジネスインテリジェンスコース（2019年度入学生まで）
- マーケットアナリティクスコース（2020年度入学生から）

- 会計学科

- 文学部

1966年の学部開設時から最多の学科数を誇る学部である。学部開設時は国文学科、英米文学科、人文学科の3学科で発足した。そして、1996年に人文学科の心理学コースが独立して心理学科が設置されて4学科となった。2001年からは国文学科を日本語日本文学科（日本語学専攻、日本文学文化専攻）に、英米文学科を英語英米文学科に改称・改組し、人文学科の哲学・人文、史学、地理学、社会学の各コースを哲学人間学、歴史学、環境地理学、社会学の各専攻へ改組した（2001年の改組では日本語日本文学科、人文学科の各専攻とともに入学定員が設定され、入学試験やカリキュラムは基本的にこの専攻ごとにわけておこなわれるなど、2010年の改組への布石となった）。また、2010年からは日本語日本文学科の日本語学専攻を日本語学科へ、日本文学文化専攻を日本文学文化学科へ、人文学科の哲学人間学専攻を哲学科へ、歴史学専攻を歴史学科へ、環境地理学専攻を環境地理学科へ、社会学専攻を人間科学部社会学科へ、心理学科を人間科学部心理学科へ改組するとともに、文学部内に人文・ジャーナリズム学科を増設した。その後、2019年には人文・ジャーナリズム学科をジャーナリズム学科に改組した。各学科とも、ゼミナールと卒業論文（英語英米文学科の一部学生は卒業研究）が必修である。人文・ジャーナリズム学科、ジャーナリズム学科は、文学部で唯一、学科の専門科目に実社会での実習（インターンシップ）を開講していて、新聞社で記者とともに、取材や原稿執筆などを行っている学生もいる。関連研究所として人文科学研究所がある。
- 日本文学文化学科
- 英語英米文学科

- 英語コミュニケーションコース
- 英語文化コース

- 哲学科
- 歴史学科
- 環境地理学科
- ジャーナリズム学科（2019年4月に人文・ジャーナリズム学科を改組して誕生。学科内に「学びの柱」（科目群）として「ジャーナリズム」「情報文化アーカイブ」「メディアプロデュース」「スポーツインテリジェンス」を有する）

- ネットワーク情報学部

元来、理工学部として設置検討がされていた経営学部経営学科（1962年設置）にて、もっとも理工系の色が強かった電子処理コース（1964年設置）が、1972年に経営学部情報管理学科となり、情報科学部（情報数理学科・情報システム学科）への改組構想（1992年に構想を断念）を経て、2001年に改組・開設されたという経緯がある。専修大学の大学院には、当学部の大学院課程は存在しない。だが、経営学研究科経営学専攻の修士課程・博士後期課程に情報管理コースというコースが存在し、本学部の教員（一部）は、経営学部・経営学研究科などの数学、情報学や経営情報学などを専門とする教員らとともに、このコースにおいても教鞭を執り、研究指導などを行っている。なお、この情報管理コースは経営学研究科経営学専攻の経営学コースが「経営学」の修士号、博士号を授与できるのに対し、「情報管理」の修士号、博士号を授与できるようになっている。
- 2019年度以降
  - Sコース（SはSystem（システム）、Simulation（再現・予測）、Science（科学）の頭文字）
    - ネットワークシステムプログラム
    - データサイエンスプログラム

  - Dコース（DはDiscovery（発見）、Design（デザイン）、Demonstration（実証）の頭文字）
    - ITビジネスプログラム
    - フィジカルコンピューティングプログラム
    - メディアコミュニケーションプログラム
    - コンテンツデザインプログラム

- （2018年度まで）
  - ITビジネスプログラム
  - コンテンツデザインプログラム
  - ネットワークシステムプログラム
  - メディアプロデュースプログラム
  - ユビキタスシステムプログラム
  - 情報数理プログラム
  - 社会情報プログラム
  - 経営情報分析プログラム

- 人間科学部

心理学科と社会学科を有する。文学部から人文学科社会学専攻と、心理学科を切り離して設置された。学部組織は文学部と分離したが、大学院の専攻は文学部を基礎として設置した文学研究科（のまま）である。
- 心理学科
- 社会学科

「文化・システム」「生活・福祉」「地域・エリアスタディーズ」の3つの系（科目群）を有するとともに、社会調査士の養成も行っている。
- 国際コミュニケーション学部

文学部の日本語学科を切り離し、英語および英語以外の外国語や文学部人文・ジャーナリズム学科の東西文化コース担当教員を中心として、2020年4月に開設した。日本語学科と異文化コミュニケーション学科の2学科を有する。日本語学科は7つの履修モデル からひとつを選択して履修する。異文化コミュニケーション学科は入学1年目に学んだ言語の文化圏へ、2年目に約半年間留学する「語学研修」が必須であることが特徴である。日本語学科のみ、国語の教員免許が取得可能となる。

- 二部[注 9]

基本的に月曜日から金曜日の夜間と、土曜日の昼間及び夜間を使って授業が行われている。最短4年間で卒業が可能。教養科目や教職課程を含め、一部（昼間部）のカリキュラムとほぼ同等のものが整備されており、一部（昼間部）の授業も一部履修することができる。2020年4月に学生募集停止となった。
- 経済学部
  - 経済学科
    - 経済学一般コース
    - 応用経済学Iコース
    - 応用経済学IIコース

- 法学部
  - 法律学科

- 商学部
  - マーケティング学科
    - マーケティングコース
    - 経営管理コース
    - 企業会計コース

### 研究科
以下、特記していない専攻は修士課程・博士後期課程である。

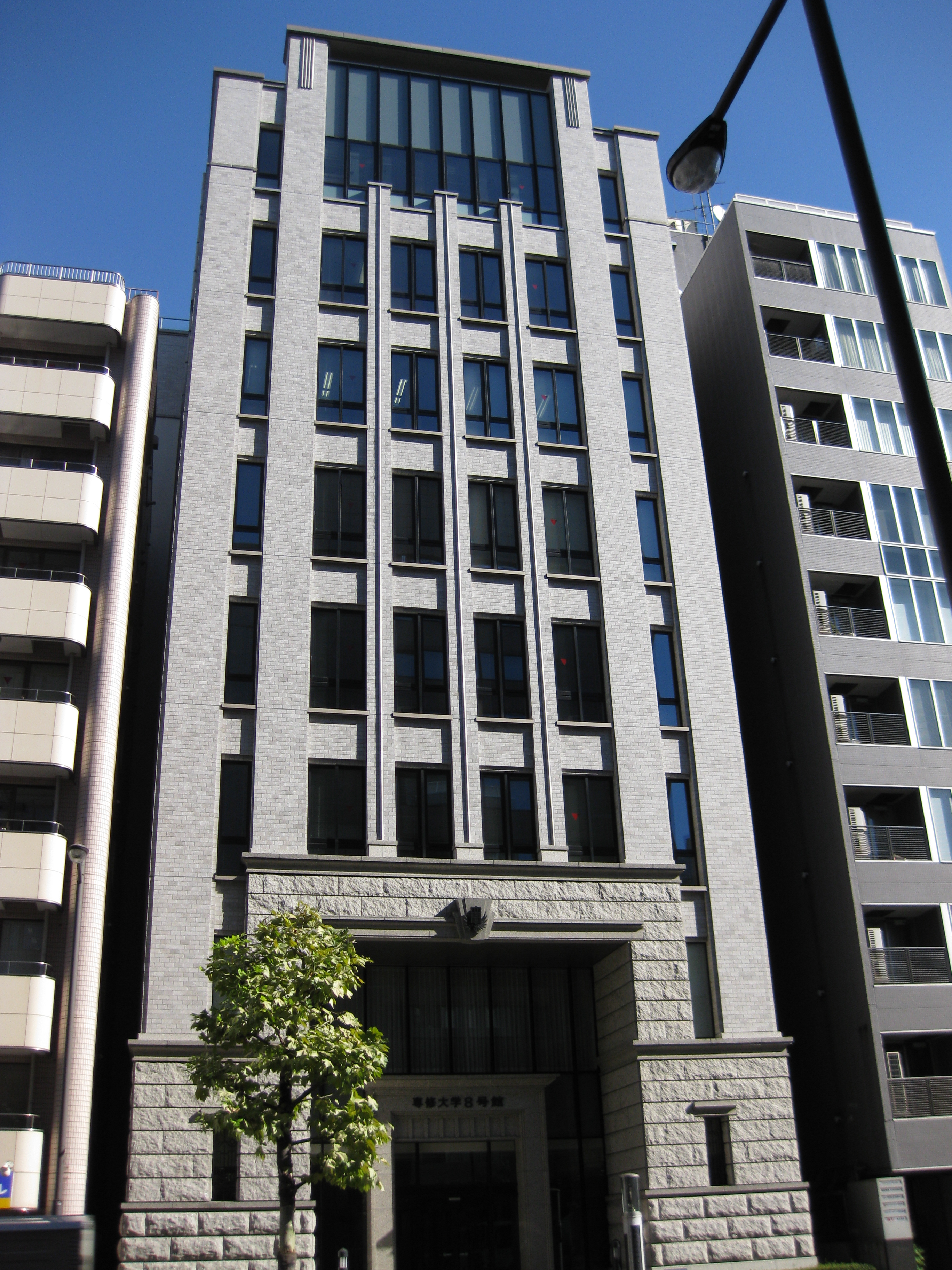
法科大学院校舎

- 経済学研究科
  - 経済学専攻

コースは修士課程のみ。経済学部4年次から大学院開講科目を履修し、大学院修士課程を1年で修了することを目指す「経済学特修プログラム」を導入している。
- 社会経済コース（2年制あるいは4年制。生田キャンパス昼間開講）
- 国際経済コース（2年制あるいは4年制。生田キャンパス昼間開講）
- プロフェッショナルコース（神田キャンパス平日夜間・土曜昼間開講）
- エコノミックリサーチコース（2016年設置。神田キャンパス平日夜間・土曜昼間開講）
プログラム：スタンダード・プログラム、アドバンスト・プログラム

- 法学研究科
  - 法学専攻（修士課程）
  - 民事法学専攻（博士後期課程）
  - 公法学専攻（博士後期課程）

修士課程の専攻名は「法学」だが、政治学の一部、文学部人文・ジャーナリズム学科所属の教員（一部）による人文・ジャーナリズム学科開講科目の応用分野の講義も開講されている。
- 文学研究科
  - 日本語日本文学専攻
  - 英語英米文学専攻
  - 哲学専攻
  - 歴史学専攻
  - 地理学専攻
  - 社会学専攻
  - 心理学専攻（修士課程では専攻内に以下の領域を有するが、一括して学生募集を行う）
    - 基礎心理学領域
    - 社会心理学領域
    - 発達心理学領域
    - 臨床心理学領域
- 経営学研究科
  - 経営学専攻

経営学部4年次から大学院教育をスタートさせ、大学院修士課程を1年で終了することを目指す「経営学特修プログラム」がある。
- 経営学コース
- 情報管理コース

経営学コースと情報管理コースで、授与される学位は異なる。
- 商学研究科

商学部在学生（二部の学生も含む）を対象とした、学部4年、大学院修士課程1年の一貫5年制の「商学特修プログラム」がある。コースは修士課程のみ。
- 商学専攻

- アカデミックコース
- ビジネスコース

- 会計学専攻

- アカデミックコース
- ビジネスコース

### 専門職大学院
- 法務研究科（法科大学院）
  - 法務専攻
    - 専修大学の法科大学院は、司法制度改革の理念を踏まえ、経験・実績の豊かな教授陣による少人数教育、先進的な実務教育、多様なカリキュラムと高度な設備という万全の体制で、優れた人間性と高度な専門知識を備え、複雑化する現代社会の法律問題に対して柔軟かつ適切に対応できる、創造的応用力を持った法曹を養成している。
    - 多くの法科大学院が認証評価機構により不適合との判定を受ける中、同大法科大学院は、一貫して適合認定を受け続けている。
    - 法科大学院のある神田キャンパスには、法科大学院専用の校舎(8号館)があり、図書館や自習室、自習ゼミに利用できる演習室も併設されている。
    - 新司法試験最終合格者数
      - 第一回新司法試験：19名
      - 第二回新司法試験：20名
      - 第三回新司法試験：17名
      - 第四回新司法試験：19名
      - 第五回新司法試験：17名

### 短期大学
- かつて専修大学短期大学、専修大学北海道短期大学が存在していた。

### 附属機関
- 図書館

生田キャンパスに本館と生田分館、神田キャンパスに神田分館とKnowledge Base、法科大学院分館があり、蔵書数は合計で約190万冊以上、雑誌は2万2千誌に上る。専修大学図書館は、1912年に相馬田尻還暦記念文庫を拡張して図書館としたのがはじまりであり、その歴史は100年を超える。創設以来、多くの学生や教員の教育・研究活動を支える中枢機関として機能している。貴重書も多数所蔵しており、1977年に大学創立100周年記念事業の一環としてフランス革命期の大コレクションを購入し、「ミシェル・ベルンシュタイン文庫」と命名された。これは、資料の質・量ともフランス国立図書館のそれに次ぐものといわれ、「人権宣言」とその成立過程を示す資料、複数のデザインの「ルイ16世の遺言書」、大判の「マリー・アントワネットに対する死刑判決書」、数あるフランス革命絵画の原点となる『フランス革命史画集成』など、今日の教科書に載る原資料が揃っている 。また、ディドロ、ダランベールらによる『百科全書』（初版）原典、スミス『国富論』（初版）原典なども所蔵している。なお、1980年には、『専修大学本源氏物語系図』などの蜂須賀家旧蔵本のうち、『長秋詠藻』が、1991年には、所蔵の師継筆貞応本『古今和歌集』が、重要文化財に指定されている。
- 研究所
  - 社会科学研究所
  - 会計学研究所 - 1949年設置
  - 今村法律研究室
  - 経営研究所
  - 商学研究所
  - 人文科学研究所
  - 法学研究所
  - スポーツ研究所
  - 情報科学研究所
  - 自然科学研究所
  - CALL教室・外国語教育研究室
  - 心理学実験室
- 社会知性開発研究センター
  - 古代東ユーラシア研究センター

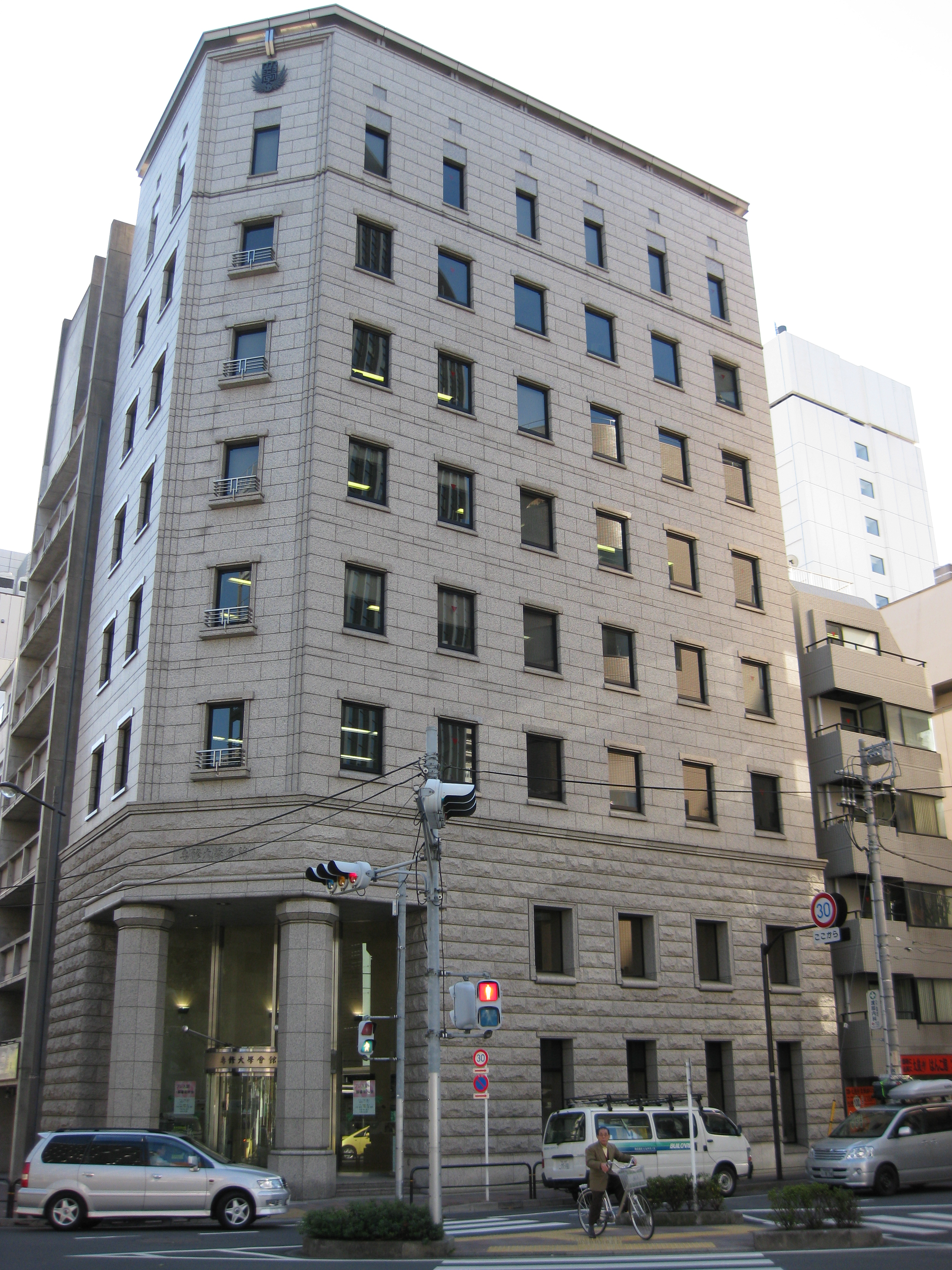
専修大學會舘

  - ソーシャル・ウェルビーイング研究センター
  - アジア産業研究センター
  - 心理科学研究センター
  - 東アジア世界史研究センター
  - 言語・文化研究センター
  - 中小企業研究センター
  - 都市政策研究センター
  - 歴史学研究センター
  - 複式簿記普及事業推進研究センター
  - 四川・ローカルリスクコミュニケーション研究センター
  - 国際経営研究センター
  - 日中企業連携研究センター
  - 情報通信研究センター
- 心理教育相談室
- 情報科学センター

情報教育を教育の柱とする経営学部開設のために設置された電子計算機室を起源とする。現在は学生、大学院生の学習や研究のためにある端末室の維持、管理を行う部署である。また、在学生を対象に「ホームページ作成講座」、「FLASH入門講座」、「情報処理技術者試験対策講座」などの課外講座も行う。
- 国際交流センター

国際交流の計画・協定締結をはじめとして、教員の交流、留学を希望する学生に対する情報提供や課外語学講座の実施、留学生の相談部署として機能する。

### 専修大学出版局
- 大学の収益事業会社である専大センチュリー（詳細は後述）の出版事業部である「専修大学出版局」は教職員らが執筆する論説集や学生向けテキストなどを発行する。
- 大学出版部（局）としては珍しく、新書形式のSI Librettoというシリーズを出版している。

### 研究
私立大学学術研究高度化推進事業
- オープン・リサーチ・センター整備事業
  - 平成15年度選定『フランス革命と日本,アジアの近代化』
  - 平成16年度選定『イノヴェーション・クラスター形式に向けた川崎都市政策への提言』
  - 平成16年度選定『アジア諸国の産業発展と中小企業』
  - 平成18年度選定『Anglo-Saxon語の継承と変容』
  - 平成19年度選定『古代東アジア世界史と留学生』

私立大学戦略的研究基盤形成支援事業（旧私立大学学術研究高度化推進事業）
- 平成21年度選定『持続的発展に向けての社会関係資本の多様な構築：東アジアのコミュニティ、セキュリティ、市民文化の観点から』
- 平成23年度選定『融合的心理科学の創成：心の連続性を探る』
- 平成26年度選定『アジアにおけるソーシャル・ウェルビーイング研究コンソーシアムの構築』
- 平成26年度選定『古代東ユーラシア世界の人流と倭国・日本』
- 平成26年度選定『メコン諸国における経済統合の中小企業への影響についての研究－「ASEANサプライチェーン」の観点から』
- 平成26年度選定『メコン地域五カ国域内における現地中小企業の貿易活動の調査』（川崎市商工会議所との共同事業）
- 平成26年度選定『川崎中小製造業の高度化に向けた可能性調査－中国長江デルタなどに見る事例研究－』（川崎市との共同事業）

「日本私立学校振興・共済事業団」学術研究振興資金
- 平成21年度 - 平成23年度選定『「ミシェル=ベルンシュタイン文庫」の史料学的研究』

以上の他、専修大学社会知性開発研究センター（四川・ローカルリスクコミュニケーションセンター）と、中華人民共和国四川省の「四川省地域と国別重点研究拠点日本研究センター」との共同地域減災研究などが行われている。

### 教育
- 平成16年度「法科大学院等専門職大学院形成支援プログラム**テーマ1「法科大学院における教育方法・内容の開発・充実」

知的財産に関する映像教材の活用と保護（中央大学、鹿児島大学の法科大学院との共同取組。当プロジェクトの申請大学は専修大学）
- 平成19年度「専門職大学院等教育推進プログラム」

実務技能教育指導要綱作成プロジェクト（名古屋大学*、早稲田大学*、広島大学*、岡山大学*、東北学院大学、新潟大学、日本大学、上智大学、静岡大学、愛知大学、香川大学・愛媛大学、九州大学、熊本大学、鹿児島大学、琉球大学の法科大学院との共同取組。*の大学は重点引き受け校。なお当プロジェクトの申請大学は名古屋大学）
全国法曹キャリア支援プラットフォーム（明治大学、青山学院大学、中央大学、獨協大学、同志社大学、法政大学、関西大学、関西学院大学、國學院大學、名古屋大学、東洋大学、立命館大学の法科大学院との共同取組。当プログラムの申請大学は明治大学）
- 平成20年度 社会人の学び直しニーズ対応教育推進プログラム
  - 『KS（川崎・専修）コミュニティ・ビジネス・アカデミー』
- 平成21年度 大学教育・学生支援推進事業（旧・新たな社会的ニーズに対応した学生支援プログラム）
  - 『就職活動に負けない自分作りを目指した就職支援の強化』
- 平成22年度 大学生の就業力育成支援事業
  - 『社会と大学の間の学びサイクルの活性化』
- 平成24年度 産業界のニーズに対応した教育改善・充実体制整備事業
  - 『首都圏に立地する大学における産業界のニーズに対応した教育改善』（お茶の水女子大学、青山学院大学、大妻女子大学、工学院大学、駒澤大学、芝浦工業大学、昭和女子大学、女子美術大学、拓殖大学、東京家政大学、東京電機大学、東京都市大学、東京未来大学、法政大学、明治学院大学、目白大学、東京家政大学短期大学部との連携取り組み。幹事校は青山学院大学）

#### エクステンションセンター
専修大学では、各種資格取得支援等を目的として、エクステンションセンターが設置されている。

## 学生生活

### 懸賞論文・文芸作品コンクール
- 在学生を対象に懸賞論文および、文芸作品のコンクールが毎年開催されている。懸賞論文は大学院生は応募できないが、一部、二部の学生を問わず応募することが出来る。文芸作品コンクールは大学院生を含む全学生が応募でき、戯曲でも応募可能である。
- 平成24年度までは、懸賞論文、文芸作品コンクールとも、鳳賞（最優秀賞）、続いて優秀賞、佳作、努力賞という4段階評価（各賞とも、該当者なしの年もあった）であったが、平成24年度から、長年にわたり懸賞論文・文芸作品コンクールにおいて尽力してきた故柘植光彦文学部教授の功績を称えた「柘植光彦文学賞」が鳳賞に次ぐ賞となり、優秀賞、佳作、努力賞と5段階の評価がなされるようになった。
- 入賞作品は印刷、製本され、大学内にて教員、職員や学生に配付される。なお、平成20年度以降のものは大学HPでも公開している。また、印刷製本されたものは専修大学図書館にも所蔵される。

### スポーツ

#### 歴史
- 1921年、軟式庭球部（現ソフトテニス部）が同好会活動を開始[15]。
- 1931年、五大学野球連盟（東都大学野球連盟の前身）に加盟。
- 1933年、体育会が発足。
- 1963年、松崎キミ代が卓球世界選手権で3冠を達成する。
- 1994年、リレハンメルオリンピックで当時在学生の堀井学が初の銅メダルを獲得する。
- 2007年、黒田博樹が卒業生初のメジャーリーガーになる。
- 2011年、山中慎介がWBC世界バンタム級王座獲得に成功し、卒業生初の世界チャンピオンになる。
- 2017年、長澤和輝が卒業生初のサッカー日本代表に選出される。

#### 部・同好会
- 硬式野球部は、東都大学野球連盟に加盟している。1部リーグで最多の優勝32回を記録として持っている。
  - 黒田博樹や松本哲也、長谷川勇也など多数のプロ野球選手を輩出している。

- 陸上競技部は、1939年の第20回箱根駅伝で優勝。17校しかない箱根駅伝優勝大学のひとつ。箱根駅伝に歴代7位となる70回出場している古豪であり伝統校。なお予選会では6回のトップ通過を果たしており、これは予選会記録でもある。

- サッカー部は、大学OBで元川崎フロンターレの源平貴久監督の下、関東大学サッカーリーグ戦を圧倒的な攻撃力で制し、2012年、第60回全日本大学サッカー選手権大会で初出場初優勝を達成した。また、第36回総理大臣杯全日本大学サッカートーナメントでは準優勝した。2014年には、関東大学サッカートーナメントを制し、関東大学サッカーリーグ戦では史上4校目の4連覇を達成している。元日本代表の長澤和輝など多くのプロ選手を輩出している。

- ラグビー部は、関東大学ラグビーリーグ戦グループに所属している。リーグ戦での優勝は5回、大学選手権に8回出場している。

- アメリカンフットボール部（専修大学グリーンマシーン）は、関東学生アメリカンフットボール連盟1部BIG8に所属。学生王座決定戦（甲子園ボウル）に1回出場。

- バスケットボール部（専修大学ソアラーズ）は、関東大学バスケットボール連盟1部に所属。2002年に全日本学生バスケットボール選手権大会初優勝を果たした。

- レスリング部は、ソウルオリンピック金メダリストの佐藤満が監督で、大学レスリング界の伝統校日本体育大学との定期戦（合同合宿・練習試合含む）を実施している。
  - 同部出身でオリンピックのメダルを獲得した選手としては、金子正明、加藤喜代美、工藤章、斎藤育造などがいる。
  - また長州力や馳浩、中西学、秋山準、平澤光秀、三上恭佑など多数のプロレスラーを輩出している。
  - 過去には、松浪健四郎や馳浩がレスリング部の監督を務めていた（卒業生でもある馳は文部科学大臣に就任するにあたって退任し、レスリング部初の名誉監督となった）。

- ソフトボール愛好会（専修大学体育会ではないサークル的存在）は、2012年、東京都大学ソフトボールリーグ男子2部で優勝し、1部進出を果たした。

- 卒業生には、オリンピックのスピードスケート競技およびレスリング競技、野球などのメダリストが多数存在している。

### 学園祭
専修大学の学園祭は鳳祭という。
「鳳祭」は例年11月の開催で、主催は学生有志による専修大学鳳祭実行委員会である。鳳祭は学内サークル・ゼミナール・文化会・連合県人会など約200団体が参加して、研究発表・スポーツ・音楽など多彩な催しを開いている。コロナ禍以前では、本学学生を中心とし約3万人もの来場者が足を運んでいた。期間中は、オープニングパレードや前夜祭、ライブステージ、講演会、学生プロレス、ミス・ミスター専修コンテスト（ミスコン、ミスターコン）と沢山の企画が行われる。ステージショーには、芸能人や俳優その他著名人が参加することも珍しくない。

### アクア&フィットネス会員
- 大学院生を含めた全学生を対象に、アクア&フィットネス会員という制度がある。
- これは生田キャンパスにある生田総合体育館の温水プールとトレーニングルームが使用できる制度である。
- 登録料は新規会員登録時に2000円、1年後の更新時に1000円。そして30分程度の利用者講習会の受講（無料）と指定靴紐の購入が必要。
- この会員になると原則として温水プールは月曜日、火曜日、金曜日に、トレーニング室は月曜日から土曜日に利用が可能となる。

### 卒業パーティー
- 卒業式は入学式と同様、神田キャンパス近くの日本武道館で行われるが、卒業式の後には神田キャンパスに場所を移して卒業パーティー（正式には新校友歓迎祝賀会という）が行われる。
- 内容としては校友会会長の挨拶、卒業生代表らによる樽酒の鏡開き・振舞酒、祝宴、校友代表挨拶、校歌斉唱等が行われる。

## 施設

### 神田キャンパス

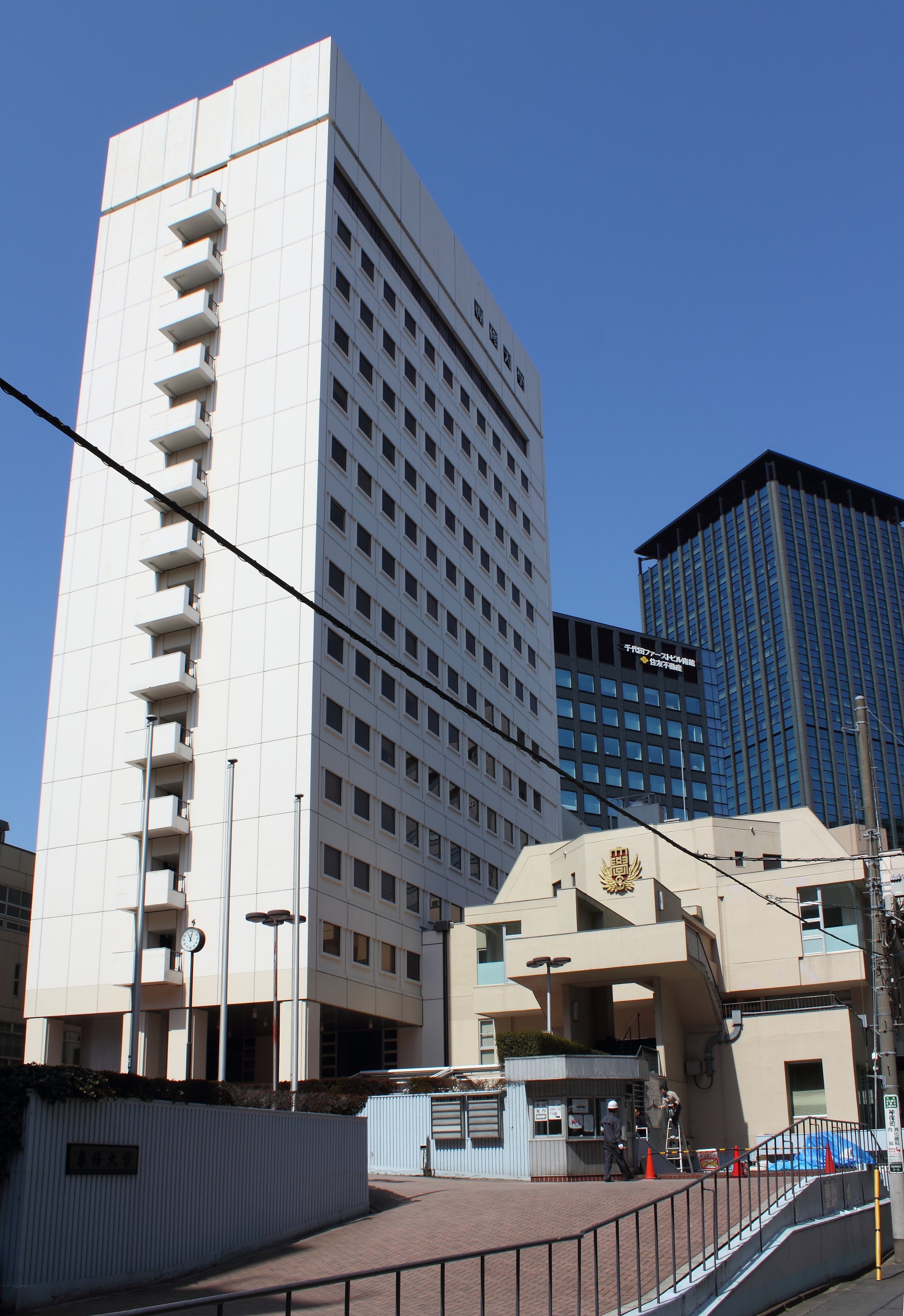
神田キャンパス

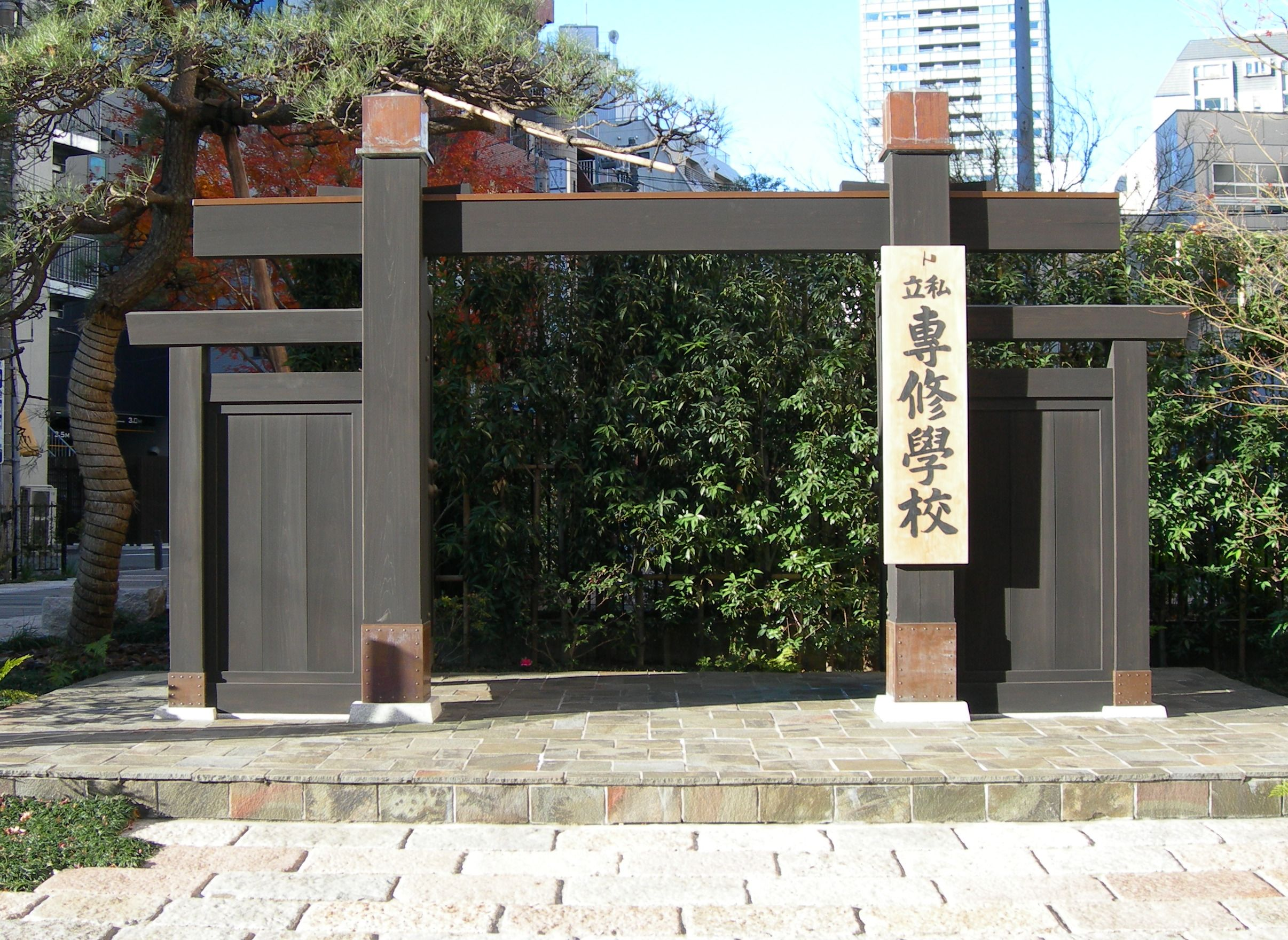
黒門

- 設置学部：法学部、商学部、国際コミュニケーション学部、二部経済学部、二部法学部、二部商学部（二部の各学部は募集停止）
- 設置研究科：経済学研究科、法学研究科、商学研究科、法務研究科
- 交通アクセス

東京メトロ東西線・半蔵門線・都営新宿線 九段下駅 　第5改札より徒歩3分
東京メトロ半蔵門線・都営三田線・新宿線 神保町駅 　A2改札より徒歩3分
- 神田キャンパスは、東京都心部、神保町に位置する、高層校舎を中心とした都心型キャンパスである。
- キャンパスは、皇居・靖国神社・北の丸公園・日本武道館などにほど近く、授業の合間などに、キャンパス外で食事をしたり名所旧跡巡りをする学生もいる。
- キャンパスの周辺は、明治大学や法政大学、日本大学、共立女子大学、大原専門学校など学校が集中しており、「神田カルチエ・ラタン」と呼ばれる学生街を形成している。また、集英社や小学館をはじめとする大手出版社も本拠を構えており、情報の発信地となっている。
- オフィス街に立地しており、震災等発生時には、帰宅困難者受け入れ施設となる。

#### 建築物

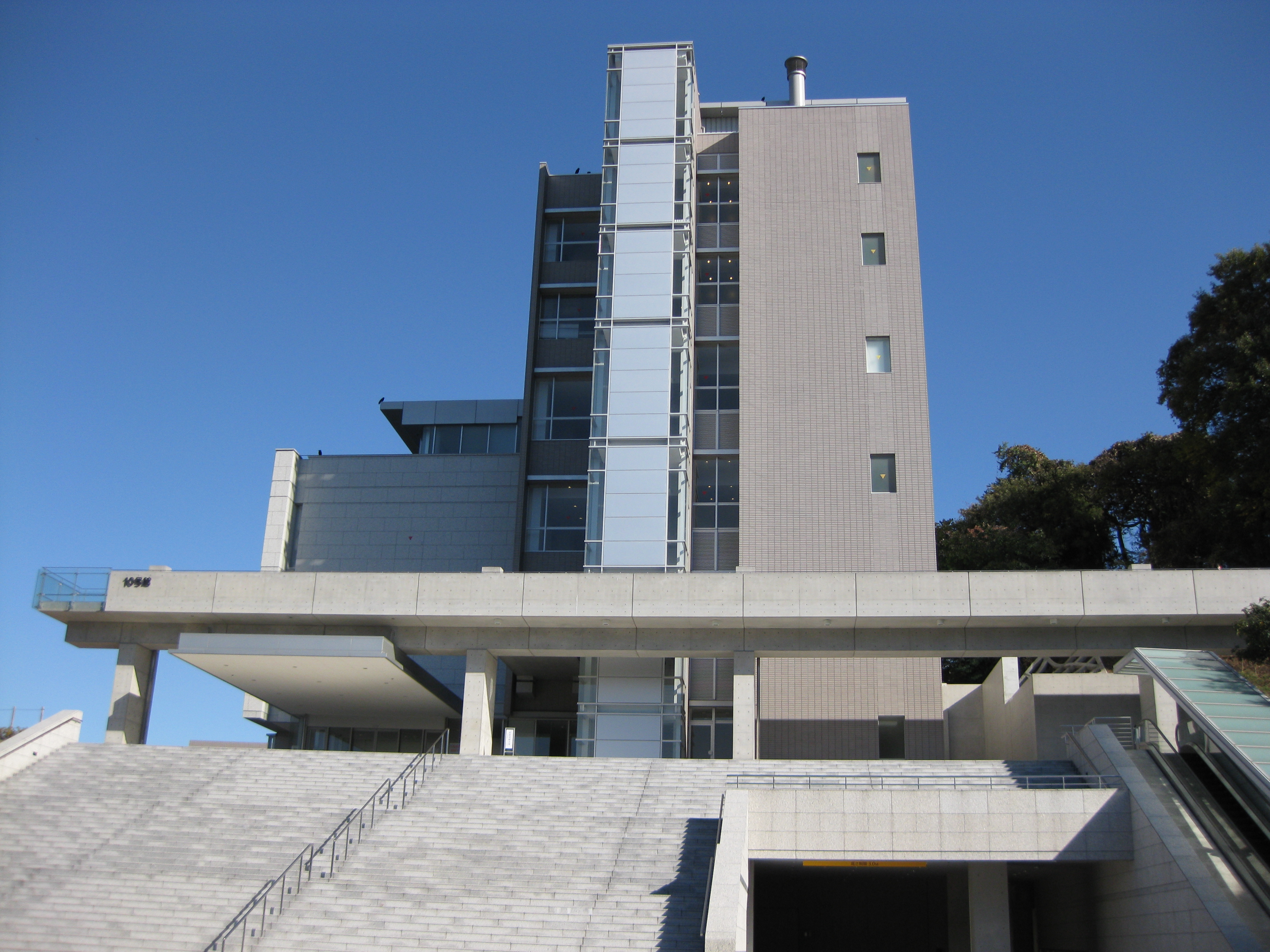
130年記念館（生田10号館）

- 1〜3号館は繋がっているため纏めて1号館と学生は呼称することが多い。
1号館（神田スカイ）
1号館は専修大学創立百年記念事業の一環として1973年に完成した校舎である。高さ61m、地上15階、地下3階建てであり、正面から見てピロティを含めた中央に聳え立つ白色の建物である。教室を始め、報恩の間・情報科学センター・端末室・事務室・会議室・各教員の研究室・体育館等が入る。大教室が３つ用意されている（301,302,303教室）5階 - 14階は研究室である。
設立当時は日本最大級の高層校舎であった。作家の司馬遼太郎は『街道をゆく36 本所深川 散歩・神田界隈』の中で「まことに雄大で、巍々たる高楼」と評している[16]。
2号館
インターナショナル・スタイルの建物で、1号館や3号館と一体になっており、正門側正面から見て西側に当たる部分が2号館である。地上3階地下2階建て。学生ホール、学生ラウンジ・各種教室 ・法廷教室・購買兼書店（邦光堂書店）・学生食堂（弁慶食堂）・部室・守衛所等が入る。地階が学生会館として機能しており、地下2階の学生ホールを取り囲むように、二重の地下回廊が配置されており、その両サイドには、サークル活動のための部室が並び。その回廊の中心に学生ホールがある。
3号館
1号館の東側に位置する校舎。図書館と各事務室・資料室等が入る。地上3階地下3階建て。地下3階 - 地上1階部分が図書館であり、3階に神田キャンパス最大の教室である303教室が入る。図書館のリニューアル工事が完了し、地下1階のラウンジがリニューアルされ、スペースはこれまでの約2倍の広さとなり、より多くの学生の利用ができるようになった。また、大学図書館前には、新たに躯体が建設され、大学図書館（神田分館）と1号館ピロティが接続された。
5号館
2014年に竣工。地上7階地下1階建てで、大・小の教室と自習スペース・ディスカッションルーム等が配置され、ラーニングコモンズの役割を担っている。
6号館（専修大學會館）
専大通り沿いに位置し、大学の法人本部、事務棟及び入学センターとして使用され、入学課インフォメーション、経理課、校友会事務局、育友会の各部署、国際会議室等が入る。理事長、学長室もここにある。
6号館は「S字」に湾曲しており、専修（senshu）のSにならっている。
7号館（大学院棟）
専大通りに面している大学院校舎。地上7階地下1階建て。原則大学院の授業で利用されるが、学部生も授業等で利用する場合もある。
小教室 - 中教室・端末室、キャリア形成支援課が入る施設である。一階は学生ラウンジとなっており、学部生の憩いの場となっている。
また、大学院の正門からアーケードが設けられていて、専大通りから1号館方面に抜けることが可能である。
7号館にはキャリア形成支援課があり、資格や就職等の支援が受けられる。専修大学は就職の専修と言われるほど就職率が高い。学生はキャリア形成支援課で手厚い支援が受けられる。
8号館（法科大学院棟）
2003年に竣工。専大通りの向かい側にある専門職大学院法務研究科（法科大学院）の専用校舎である。
法科大学院生のみ入校可能で、学部生や他の研究科の学生は建物に入校することは原則出来ない。（この校舎を研究室とする教員もいるためオフィスアワーの際などは入室できる。）
1階に今村記念法律事務所も開所されており、一部の授業の場として使われるほか、一般市民からの法律相談も承っている。
2007年2月には、創立130年記念事業の一環として、入口前に「正義の女神」像のメモリアルポールが設置された。法科大学院分館という法曹界に特化した図書館がある。この図書館は法科大学院生専用のもので一般学部生等は利用できない。
9号館
学生生活課やエクステンションセンター事務課、学生相談室など、教育研究以外の学生生活一般のサポートや手続きを行う部署等が入っており、「学生サポートセンター」[17] とも言われる。遺留物や奨学金等の手続を行っている。
2019年竣工。
10号館（140年記念館）
教室、黒門ホール（大教室）、Knowledge Base（図書館）、グローバルフロア、相馬永胤記念ホール、食堂、カフェがある。
1階のカフェは「Sendai Kaffee」（独語）といい、一般市民も利用できるようになっている。
2020年3月12日、修祓式が行われ、同年4月より供用開始。専修大学において最も高層の校舎である。
この校舎は九段下駅が最寄りであり、日本橋川のほとりに面する。

#### 体育館
1号館の地下3階にある。体育室・武道場・トレーニングルーム・シャワールーム等の各種体育施設が入っている。トレーニングルームは、事前講習を受ければ学生が自由に使用できる。

#### 学生食堂
107(てんなな)食堂（10号館7階）と弁慶食堂（1号館地下1階）の2つの食堂がある。前者は東京ビジネスサービス、後者はトマックが運営している。
- 107(てんなな)食堂
10号館7階に位置する。東京ビジネスサービスが運営。座席数は226。
カレーやラーメン､日替わりランチなど多彩なメニューが用意されている。また、カツサンドや杏仁豆腐など変わり種も一部存在する。また、入り口の横にはサラダチキンやりんごを販売する自動販売機がある。
2020年の開店後､神田10号館7階食堂(仮名)のままだったが､2024年夏季休暇期間中に店舗名を募集。182件の応募の中から107(てんなな)食堂に決定。

弁慶食堂（旧ラ・ポルト・ノアール）
1号館地下1階に位置する。トマックが運営。座席数は121。
カレー、麺類と小丼等のセットを扱う食堂である。

#### 講堂
- 相馬永胤記念ホール 　10号館16階に存在する大規模なホール、講演会や育友会、理事会等の集いに使われる。
- 303教室
3号館3階に位置する神田キャンパス最大の教室。通称サンマルサン。700人収容で、普段は大人数での講義等で使われているが、講演会や演奏会、シンポジウム等にも利用されることがある。
報恩の間
1号館15階に位置する小ホール。10号館完成までは各種シンポジウムやパーティ等で主として利用されていた。丸ノ内や新宿方面の展望が素晴らしい。

#### 歴代の校舎

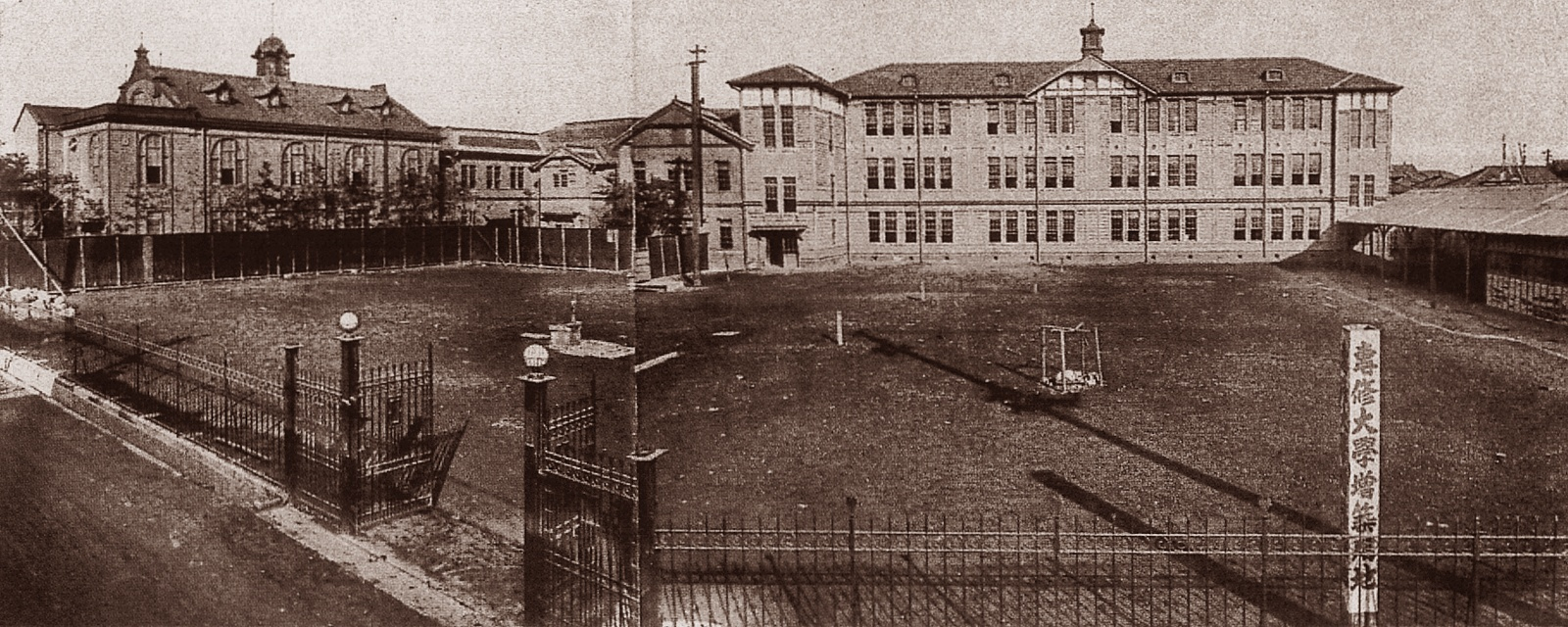
木造3階建ての第一校舎

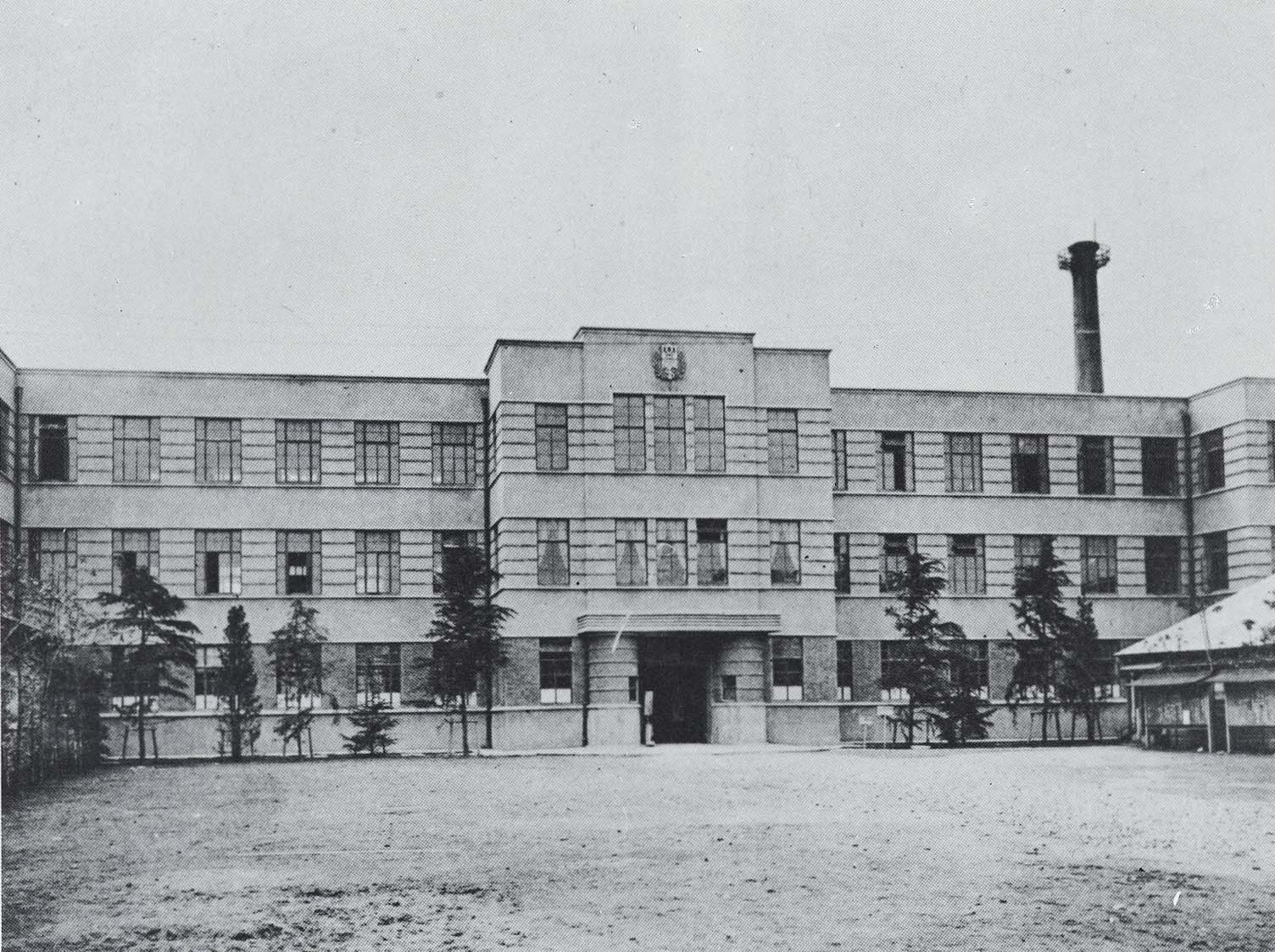
旧1号館（本館）

- 第一校舎
現在の神田キャンパスに1920年に竣工した校舎。木造3階建てで、大正期の専大を代表する重厚な校舎であり、6つの講堂と学校事務室、図書室などが設けられていた。しかし、1923年9月1日の正午頃発生した関東大震災により、わずか3年余りで、図書室書庫の壁一枚を残して焼失してしまった。
旧1号館
現在の神田キャンパス1号館の位置に存在した地上3階・地下1階建ての鉄筋校舎。1929年に竣工。完成当時は大講堂や大学図書館を有していた。戦災にも耐え、戦後は大学本部のある本館として使われていた。1973年のキャンパス再開発前に取り壊され、これにより専修大学から戦前の校舎が全て姿を消すことになった。
旧2号館 　- 4号館
1952年に竣工した鉄筋校舎。2号館と3号館が3階建て、4号館が4階建てであり、1号館と連絡通路で結ばれていた。キャンパス再開発に伴い取り壊された。
旧5号館
キャンパスの裏側に隣接していた英会話スクールの校地と校舎を買い取り、利用していた校舎。地上7階地下1階建て。小教室 - 大教室、エクステンションセンター、資格講座受講生自習室、入学センター入学課等が入る施設であった。2011年に発生した東日本大震災の影響で損壊し、倒壊の危険性が高まったため解体された。跡地には、新5号館が建設された。

### 生田キャンパス

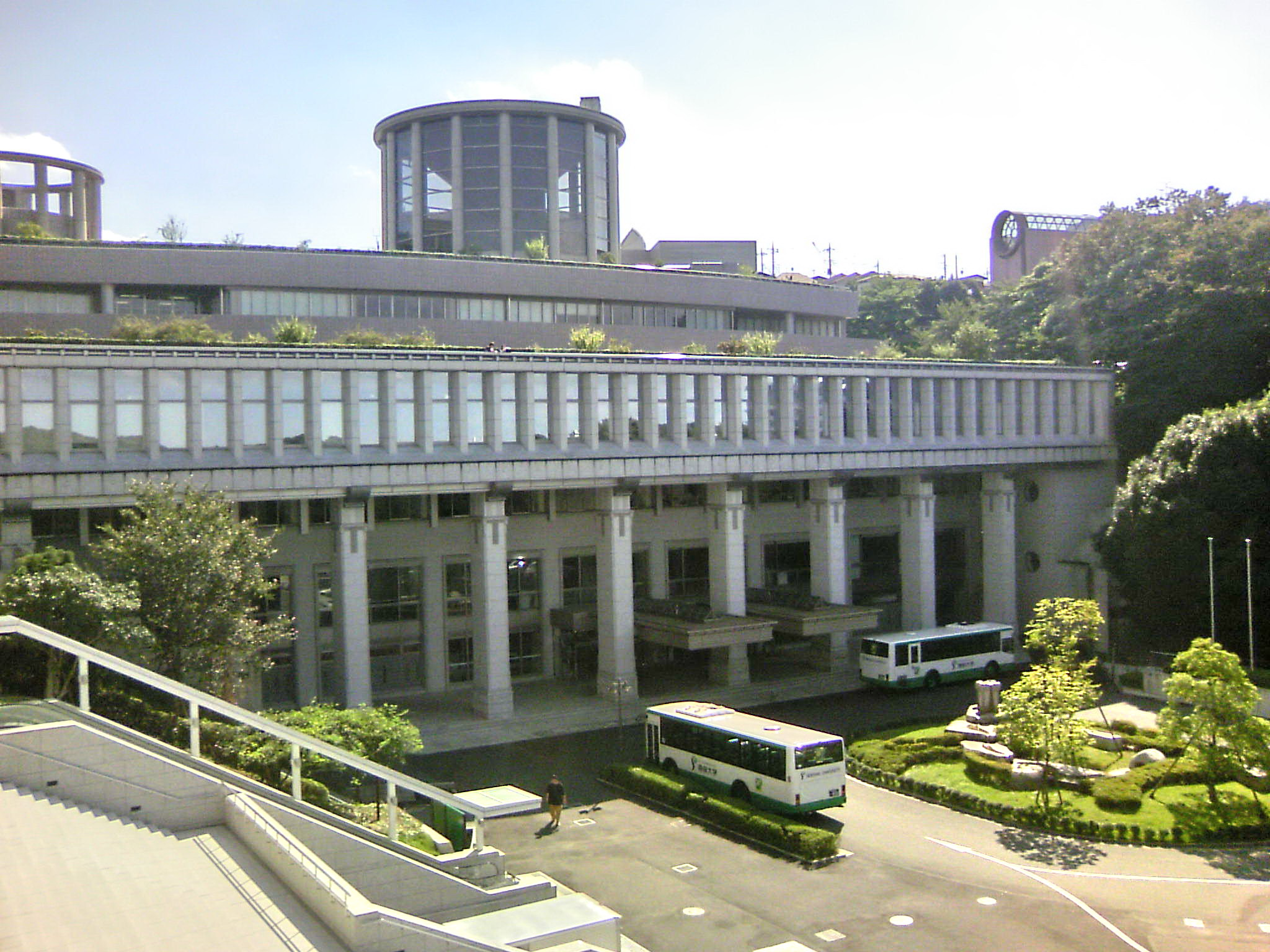
生田キャンパス・9号館（120年記念館）

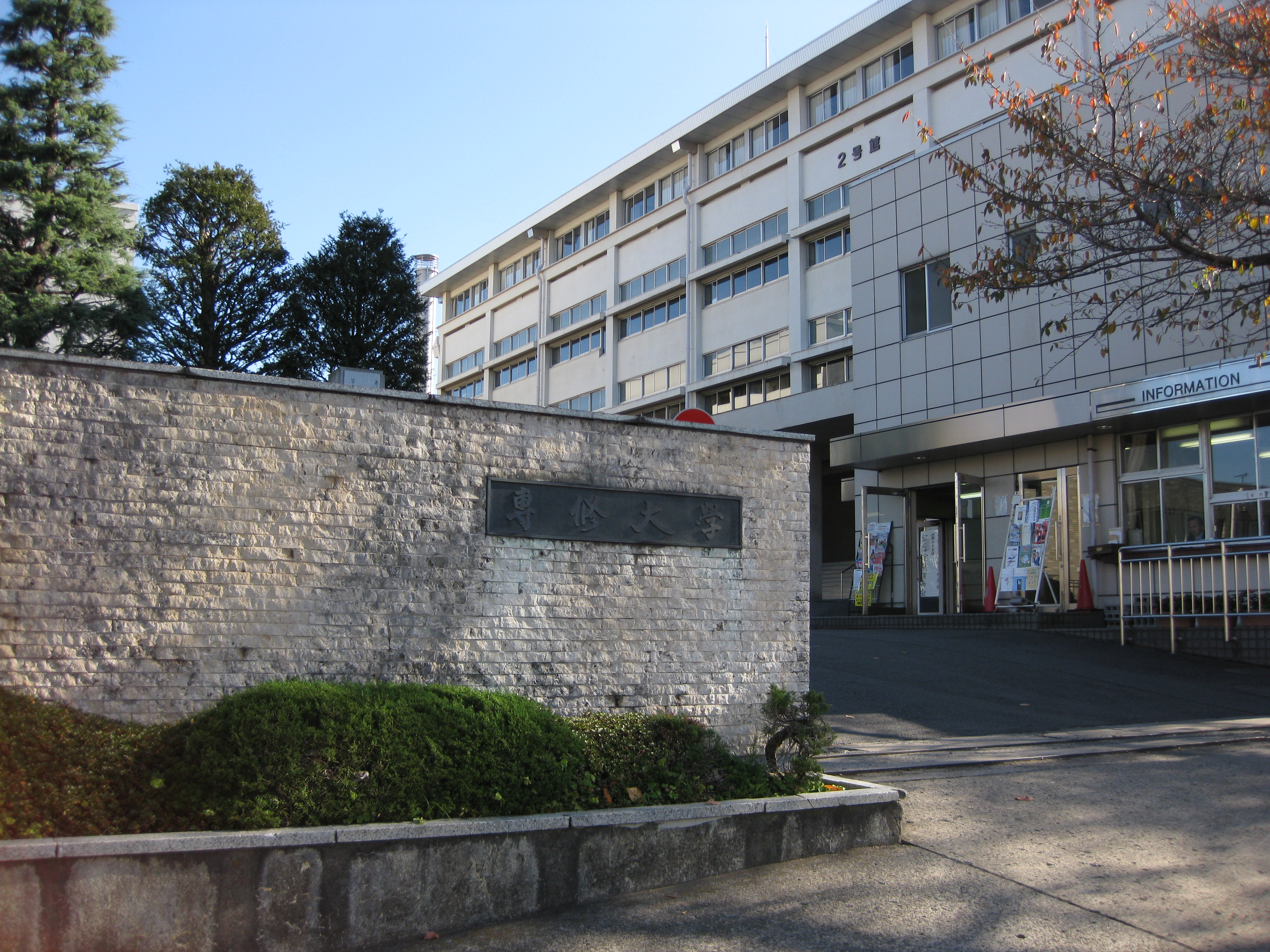
生田キャンパス・正門

- 設置学部：経済学部、経営学部、文学部、人間科学部、ネットワーク情報学部
- 設置研究科：経済学研究科、商学研究科、経営学研究科、文学研究科
- 交通アクセス
- 向ヶ丘遊園駅南口より徒歩14分
- バス（小田急バス）

小田急線 向ヶ丘遊園駅北口より
1. 専修大学前行き（約10分）→終点下車
2. 専修大学9号館行き（約10分）→終点下車
3. あざみ野駅行き（約10分）
　→専修大学120年記念館前または専修大学入口・川崎ゴルフ場入口下車
東急田園都市線・横浜市営地下鉄ブルーライン あざみ野駅より
1. 向ヶ丘遊園駅行き（約30分）→専修大学入口・川崎ゴルフ場入口または専修大学120年記念館前下車

あざみ野駅よりスクールバスが運行されている。スクールバスは、学生をはじめとする学校関係者のみが利用できる。
- 神奈川県川崎市多摩区に存在する。南北を貫く多摩川沿いの丘陵地帯に広大なキャンパスが造られた。この地に存在したNECの研究所の閉所に伴い土地を買収し建設された。以来、向ヶ丘は専修大学の拠点として、多くの学生が集まる大学の街として知られるようになった。
- 複数の校舎とスポーツ施設などがあり、それぞれは歩道で繋がれている。構内の端から端まで歩いて15分以上かかるほどキャンパスが広いため、路線バスの停留所が校舎により異なる（上で示した通り）。
- 6つの学部に約1万5千人の学生が通う。そのため、9号館には大学本部機能や図書館本館も設けられており、教室などの建物は大きく作られている。
- 広大な生田緑地に隣接し、周辺には枡形山や飯室山の森林が広がっている。七草峠の途中にある谷戸の湿地にゲンジボタルが生息する清流が流れていて、夏至の前後にはホタルの光の舞を観賞することができる。学生たちが授業の合間に一息つく場所であり、午後にはベンチで休憩したり、森林浴を楽しむ姿も見受けられる。
- 大学周辺の界隈は、大学の大きな建物が並ぶ通りとは雰囲気が違う、低い家並みが続く住宅地となっていて、体育会（運動部）の学生が共同生活を送りながら大学に通う体育寮（運動部所属学生のための寮）や、学生たちが暮らしている下宿があり、夕方近くのアパートの窓には、学生たちの姿が見える。また、丘陵地帯で坂が多くあり、自然の地形を活かしたいくつもの御堂を持つ寺院や、神社が坂の途中にある。
- 周辺には明治大学や日本女子大学、聖マリアンナ医科大学などのキャンパスのほか、向ヶ丘遊園、川崎市岡本太郎美術館、藤子・F・不二雄ミュージアムなどがある。

#### エリア
- 新校舎エリア
生田キャンパスの中枢エリア。図書館本館・学長室・教員研究室・情報科学センター・国際交流センター・購買会・学生食堂・アトリウム（学生ホール）等が入る8号館・9号館（120年記念館）、700人収容の大講堂・小教室 - 大教室・学生食堂・芝生広場を有する10号館（130年記念館）から成る。
旧校舎エリア
坂を登った先にある生田緑地に隣接するエリア。1号館、2号館、4号館、図書館生田分館、生田会館（学生会館）、食堂棟）、万葉植物園からなり、各校舎がコの字型に配置されている。下の生田会館から上の1号館まで階段歩道が続いており、図書館生田分館の横にあるロータリーに小田急バスの専修大学前停留所がある。
第一体育館エリア
市道を挟んで正門前の向かい側にある5号館、6号館（旧・大学院棟）、7号館、第一体育館、食堂館、第1自治会館 - 第3自治会館、購買会（後述）から成るエリア。
11号館エリア
2010年に完成したエリア。特に大学院文学研究科心理学専攻の実験・実習施設として使用される11号館（心理学棟）を指す。この校舎内には、心理教育相談室など、臨床心理に関する設備が多い。
体育施設エリア
第3種公認の陸上競技場、各種アリーナ・室内温水プールなどが入る総合体育館、相撲道場、アーチェリー場、ゴルフ練習場、テニスコートなどが広がる。また、かつては、第二体育館、体育会学生のための第一体育寮もこのエリアにあった（第二体育館と第一体育寮については、2015年2月、西口のトンネル上に、機能を集約する施設を設置することに伴い、取り壊された）。かつて第一体育寮があった場所の横に小田急バスの「専修大学120年記念館前停留所」がある。
北グラウンドエリア
小道を抜けた先にある、主に体育施設のあるエリア。北グラウンド（アメリカンフットボール・サッカー）、弓道場、第二体育寮、第三体育寮（後述の国際交流会館新設のため、国際研修会館を改装）、国際交流会館（2014年5月末に完成）等がある。

#### 建築物
- 1号館
1979年（昭和54年）に竣工。地下1階、地上4階建てで、大きくは電算部門（かつての経営学部情報管理学科の実習室で、現在はネットワーク情報学部の実習室）、考古学研究・教育のための教室、地理学実習室の三部門からなる校舎である。また、1階に510人収容可能な大教室がある。
2号館
旧2号館
1979年に完成。一部地下1階、中4階つきの3階建て。当初の計画では経営学部校舎として建設された。エクステンションセンター事務課、LL教室、書道室、化学実験室（通称・地下実験室）、共通学生実験室、講義資料等の写真を現像するための暗室、304人が収容可能である比較的大きな教室などがあった。2011年3月の東日本大震災等から耐震性を考慮し、2014年5月に取り壊された。ここに存在していた化学実験室などは5号館へ、書道室は9号館へ、エクステンションセンター事務課は図書館別館内へ移った。
新2号館
後述の新3号館とともに、2016年12月に完成。2017年2月7日落成。地下1階、地上2階の3階建てであり、アクティブラーニングを行うための教室や、学芸員資格習得を目指す学生の実習教室などがある。新3号館と共に第61回神奈川県建築コンクール一般建築部門で優秀賞に選出された。　

3号館
旧3号館
1964年（昭和39年）9月に竣工。5階建てで、10号館（130年記念館）ができるまでは最も高く、1階に食堂と売店、2階に132人収容できる教室が4部屋（うち1部屋は視聴覚教室と兼用）、3階・4階に319人収容できる教室がそれぞれ2部屋、5階に映写機や28人を収容できる大教室があったなど、大きな校舎であった。襟章にある「鳳」の羽の形とともにペンの先の形をしており、専修大学のシンボルといえる校舎だった。
新3号館
地上7階建て。高層階からは筑波山、東京タワー、富士山などが見える。老朽化する6号館の機能の移設と「多目的コミュニケーションスペース」の設置を目的とする（「多目的コミュニケーションスペース」の名は、学内公募により、当時在学生の案であった『蒼翼の間』が採用された）。

4号館
1966年（昭和41年）3月に竣工。1階部分の教務課や学生生活課を中心に、キャリアデザインセンターや就職課など、学生にとっては馴染みある事務室がある校舎。当初、文学部のための校舎として設置される。その後、文学部改組による人間科学部設置のため、一部の教室で改装（講義用教室から特定の実習・演習のための教室への改装）が行われた。
5号館
1971年（昭和46年）3月に竣工。大・中・小規模の講義室や教員研究室とともに、走査型電子顕微鏡や透過形電子顕微鏡のある生命科学実験室、スポーツ研究所（旧・社会体育研究所）がある。スポーツ研究所には、日本ではじめて日常のトレーニング環境の中で高地トレーニングができる施設を持ち、黒岩彰らオリンピアン輩出の一翼を担っている。2号館の立入禁止後には、一部の講義室を改装し、化学実験室が移設された。
6号館（大学院棟）現在閉鎖中
1965年（昭和40年）3月に竣工。当初は学生寮として利用された。その後、学生寮としての利用を取りやめ、1975年（昭和50年）に改装。それまで、4号館並びに、2017年現在の図書館別館（当時は図書館本館）に分散していた大学院を集約し、大学院の校舎とした。この措置により、神田校舎に法学研究科、それ以外の研究科を生田校舎6号館に置くこととなった（その後、大学設置基準等の改正により、経済学研究科と商学研究科の、主として社会人向けコースを神田校舎においても、平日の夜間と土曜日の終日に開講している）。2017年4月からは機能を新3号館に移転し、2017年以降は閉鎖されている。
7号館
1987年（昭和62年）9月に竣工。地下1階、地上3階建てで、ゼミ室と教室のみの校舎。
8号館
1996年（平成8年）4月に竣工。一部の教員の研究室と教室からなる。山の斜面に添って建つ9号館や7階と隣接していて、3階が9号館6階と、屋上（屋根）が9号館8階および7号館1階と繋がっている。
9号館（120年記念館）
1998年（平成10年）4月に竣工。1階ロビーの一部に受験生用の入学試験について広報・応接スペースである「入学センター・インフォメーション」、2階に教職員用会議室、2階・3階・4階に図書館本館および書庫（入口は3階）、4階と6階に情報科学センターおよび端末室（教育・研究用パソコン室）ならびにサーバー室、5階にイベントスペースとしても活用できるアトリウムや学生食堂と国際交流センター、5階と6階に教員用研究室、6階に学部長室、学長室、理事長室、6階と7階に教室があり、屋上部分にほど近い8階に、主として兼任教員のための教員室もあるなど、最も多くの施設を持つ校舎である。また、6階と8階が向かい合っている8号館へ、3階と5階が10号館2階へ、連絡通路でつながっている。なお、2号館封鎖・取り壊し後は一部の教室を書道室に転用している。
生田10号館（130年記念館）
2007年（平成19年）3月に落成式が行われ、同年4月に供用開始した。この校舎ができる以前、当地には生田野球場があり、野球部や準硬式野球部が汗を流す姿が見られた[18]。延床面積は約2万1千m2で、前述の「3号館」の取り壊し後は、大学内で最大規模の校舎であり、生田キャンパス最大の教室である10301教室がある。なお、神奈川県の建築に関する条例などをクリアするため、通常は1階となる部分が地下1階という、変わった構造をとっている。2階部分に9号館5階と3階（図書館の入口）へ繋がる連絡通路がある。
11号館
2009年（平成21年）9月29日に落成式が行われた。主に大学院文学研究科心理学専攻の施設として使用され、心理学科の教員等が相談員をする心理教育相談室などもある。
図書館生田分館
1969年4月に竣工し、開館。1968年度までは神田キャンパスにある図書館が本館の機能を担ってきたが、この建物が竣工し、図書館が開館することにより、本館は生田キャンパスに開設されることとなった。この後、1998年4月に120年記念館内に新しい図書館（現・専修大学図書館本館）が開館するまでは、専修大学における図書館本館といえば、この建物の図書館のこととなった。1998年に120年記念館内に新・図書館の開館後、2001年4月頃までリニューアル工事が行われた。
竣工した当初は職員用ロッカー室や教員の個人研究室、大学院教室の一部等もあったが、その後、リニューアル工事により、社会科学研究所などの研究所が入ることとなった。
2018年に講談社から寄贈された人物資料を所蔵する場にもなっている。
国際交流会館
現在は体育会所属の学生のための学生寮となっている。
2014年まで生田キャンパスの隣接地に、国際研修館という留学生のみが入居できる学生寮が存在し、海外からの留学生の多くは国際研修館に入っていた。日本の生活を知らない留学生もここで生活することによって日本に慣れることができ、また、日本人学生による留学生アシスタントも、国際研修館に入ることができ、日本にいながら異文化の中で生活して、相互理解を深めることができた。2014年、以下に記す国際交流会館にその機能を移転させた。
2014年から国際研修館に代わる国際交流会館の供用が開始された。国際交流会館の供用開始により、留学生など常時100人以上の滞在が可能になり、1階には日本人学生との交流スペースを設けるなど、グローバルな人材を育成する学生寮としての機能を持つ新たな国際交流の拠点となる。国際交流会館には、海外の協定校からの交換留学生や短期留学生、日本人学生による留学生アシスタントが滞在し、海外からの客員教授や研究者の宿泊施設も併設する。また、協定校からの受け入れプログラムに応じた日本人学生とのルームシェアプログラムも検討されている。留学生用の部屋は2人1室が基本で、収容人数は100人以上になる。1階には広い多目的室やラウンジが設けられ、懇談会などの交流イベントの実施も可能になる[19]。国際交流会館は第59回神奈川建築コンクール一般建築物部門で優秀賞に選ばれている。[20]

#### 学生食堂
- 食堂のみの食堂館と東生田食堂棟「グリーントップ」（のちに3階部分は同窓会などでの「パーティー専用スペース」を経て教職員用食堂に、地下1階部分が学生相談室になった）と9号館5階及び10号館4階と生田会館に設置され9箇所となっている（かつては学内書店跡地の3号館裏にもあった）。また、9号館と10号館の食堂内では、持ち帰りのできるパン、おにぎりなどの販売、キャンパス内の各所で弁当の販売も行われている。

#### ・10301教室
- 10号館3・4階に位置する615人収容の専修大学最大の講堂。通称イチゼロサンマルイチ。講演会やコンサートなどで利用されているが、普段は大人数の授業が行われる。大学スポーツの優勝祝賀会や大学祭などの集会にも利用されることがある。
- この他にも生田キャンパスには、大教室や広場、野外音楽堂などがあり、それぞれ講演会、体育会（運動部）の壮行会、学生によるサークルなどのコンサートや演劇公演等で利用されている。

#### エリア放送（現在は廃止）
ホワイトスペース特区に認定され
、
実験試験局による実証実験を実施。
エリア放送の制度化後は地上一般放送局の免許を取得
、
かわさきワンセグプロジェクト

として「かわさきワンセグ」

の名称で
ワンセグ放送を実施。
毎週金曜日には生放送をしてきた

が、2018年（平成30年）3月末の免許の有効期限前に廃止 した。
生田キャンパスと多摩区役所に地上一般放送局各1局が設置
されていた。
| 免許人            | 局名                   | 呼出符号     | 物理チャンネル | 周波数         | 空中線電力 | ERP   | 業務区域                  |
| ----------------- | ---------------------- | ------------ | -------------- | -------------- | ---------- | ----- | ------------------------- |
| 学校法人 専修大学 | 専修大学生田エリア放送 | JOXZ3AV-AREA | 30ch           | 575.142857 MHz | 760μW      | 760μW | 専修大学 生田キャンパス内 |
| 学校法人 専修大学 | 専修大学登戸エリア放送 | JOXZ3AW-AREA | 30ch           | 575.142857 MHz | 760μW      | 320μW | 川崎市多摩区役所周辺      |

また、行方市と協定を結び、行方市のエリア放送なめがたエリアテレビの番組も制作している。

### キャンパス構想

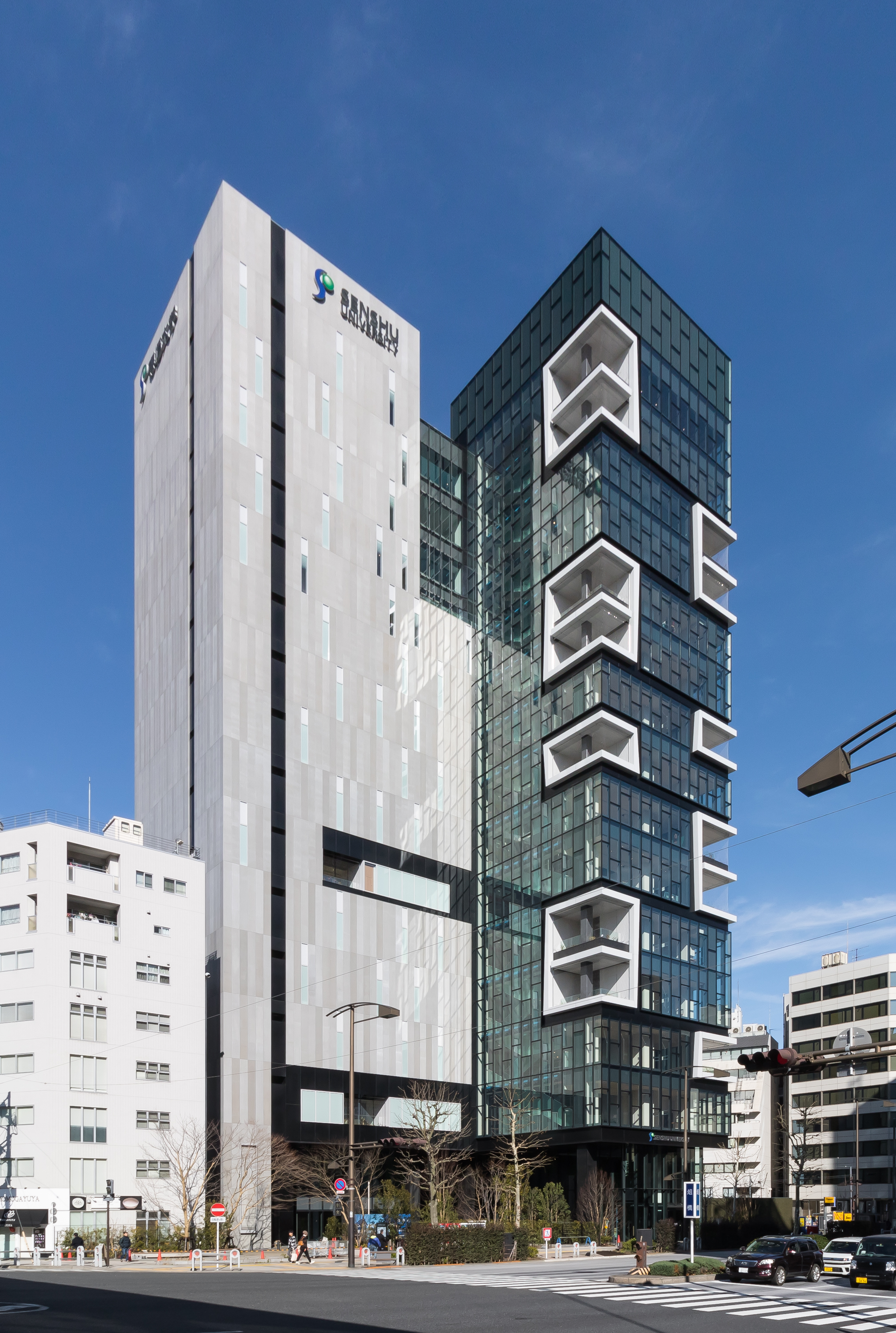
神田キャンパス新校舎（2020年4月より運用）

専修大学は2011年に、「キャンパス構想検討会議」を学内に設置して、キャンパス整備の課題を短期・中期・長期に分け、計画実現のための財源確保なども含めた構想を検討した。その結果、創立150年を見据えたキャンパス再整備に本格的に乗り出すことになった。
短期計画（3年単位）としては、まず、神田キャンパスの法学部5号館跡地に新5号館が建設される。新5号館は、地上7階地下1階建て、延べ約3300m2で、主として教室と学習支援機能を配置し、2014年度から供用開始となった。また、生田キャンパスでも国際交流会館および新体育寮が建設着工の予定で、行政や近隣との調整が終わり次第、2012年度中に新築工事が着工される。
中期計画（7年単位）では、神田キャンパスの整備を行う。靖国通り沿いにキャンパスを拡張し、地上16階地下1階建て、延べ約1万5000m2で4000人強の学生を収容しうる高層校舎を建設し、2020年より複数学部の授業を都心で展開（都心回帰）する。

## 大学関係者と組織

### 大学関係者組織

#### 専修大学育友会
- 1958年（昭和33年）に設立された、一部（昼間部）学部生の保護者で構成される組織である。
- 子供が専修大学に入学した時点で自動的に参加する。年会費などは一切かからず、懇親会なども任意である。参加する保護者のほうが少ない。参加の強制も一切無い。
- ここでの一部は任意参加という一部ではなく昼間部を1部、夜間部を2部と呼ぶため一部としている。
- 学生育成のための支援と会員同士の相互親睦を目的とし、国内に68支部（全都道府県に最低1支部は存在）と海外に1支部を持ち、各支部ごとの懇談会や保護者向けの就職懇談会、子弟子女の通うキャンパスへの見学会などを催している。

#### 専修大学校友会
- 専修大学の卒業生同窓会は「専修大学校友会」と称し、会員同士の親睦を図り、学校の発展に寄与することを目的としている。
- 卒業した時点で自動的に参加する。年会費などは一切かからない。
- 1887年（明治20年）、当時の専修学校卒業生らにより、「専修学校同窓会」として発足した。
- 1950年（昭和25年）、「専修大学校友会」に改称
- 全国各地に地域支部、職域支部、海外支部、同窓会、同期会と300を超える支部がある。
- 石巻専修大学と合同の組織である。（以前設置されていた短期大学部や北海道短期大学に所属していた学生もここに所属す。）
- 本部や支部による総会・懇親会のほか、会報の発行、無料法律相談、キャンパス内への植樹、図書の寄贈なども行っている。

#### 関連事業等
- 専修大学には大学生協がなく、専修大学傘下の「専大センチュリー」が「専修大学購買会」などを運営し、キャンパス内における旅行商品の取り扱い、生保、損保商品の代理店業、下宿用アパートの斡旋などを行っている。更に「専修大学購買会」の下に紀伊國屋書店が「専修大学ブックセンター」を開設し、教科書・書籍・文具などを扱っている。

## 対外関係

### 大学・大学院
- 国際交流協定校
  - グレートブリテン及び北アイルランド連合王国(イギリス)
    - ブリストル大学
    - ヨークセントジョン大学

  - アイルランド共和国
    - ダブリン大学トリニティカレッジ

  - ドイツ連邦共和国
    - マルティン・ルター大学ハレ・ヴィッテンベルク

  - フランス共和国
    - リヨン政治学院（旧・リュミエール・リヨン第2大学） (Lumière University Lyon 2)

  - スペイン王国
    - バルセロナ大学

  - 中華人民共和国
    - 西北大学 (Northwest University)
    - 北京大学国際関係学院
    - 上海大学

  - ベトナム社会主義共和国
    - ベトナム国家大学ハノイ校人文社会科学大学
    - 国民経済大学
    - ベトナム社会科学院

  - ラオス人民民主共和国
    - ラオス国立大学

  - カンボジア王国
    - 王立プノンペン大学(Royal University of Phnom Penh)

  - 中華民国
    - 国立中山大学

  - 大韓民国
    - 檀国大学校
    - 慶熙大学校

  - モンゴル国
    - モンゴル国立大学

  - タイ王国
    - タイ商工会議所大学

  - カナダ
    - マウントアリソン大学(Mount Allison University)
    - カルガリー大学

  - アメリカ合衆国
    - ネブラスカ大学リンカーン校
    - サスクェハナ大学 (Susquehanna University)
    - オレゴン大学

  - メキシコ合衆国
    - イベロアメリカーナ大学 (Universidad Iberoamericana)

  - オーストラリア連邦
    - ウーロンゴン大学

  - ニュージーランド
    - ワイカト大学
- 研修校
  - グレートブリテン及び北アイルランド連合王国(イギリス)
    - オックスフォード大学国際教育学院（CIEオックスフォード）

  - ドイツ連邦共和国
    - ライプツィヒ大学

  - フランス共和国
    - トゥーレーヌ・語学センター
    - リュミエール・リヨン第2大学（CIEF）

  - 大韓民国
    - 延世大学校韓国語学堂
- 国際学術交流協定
  - 中華人民共和国
    - 南開大学法学院（法学部と）
- 国際交流組織間協定
  - 大韓民国
    - 湖南大学校人文社会学部（文学部と）
    - 財団法人東亜細亜文化財研究院（大学院文学研究科歴史学専攻と）
    - 忠北大学校人文学部（文学部と）
    - 慶煕大学校外国語大学（文学部と）
    - ソウル国立大学アジア研究所社会科学資料院（専修大学社会知性開発センター／ソーシャル・ウェルビーイング研究センターと）

  - 中華人民共和国
    - 首都経済貿易大学工商管理学院（商学研究所と）

  - 中華民国
    - 国立台北大学商学院（商学部・商学研究所と）

  - ベトナム社会主義共和国
    - ベトナム社会科学院社会学研究所（社会知性開発研究センターソーシャル・ウェルビーイング研究拠点と）
    - ベトナム社会科学院東北アジア研究所（社会科学研究所と）
    - ダナン大学ダナン経済大学（社会知性開発研究センターアジア産業研究拠点と）

  - タイ王国
    - タイ商工会議所大学経済ビジネス予測センター（社会知性開発研究センターアジア産業研究拠点と）
    - チュラロンコン大学社会調査研究所（社会知性開発研究センターソーシャル・ウェルビーイング研究拠点と）

  - インドネシア共和国
    - インドネシア大学社会政治学部社会政治研究所（社会知性開発研究センターソーシャル・ウェルビーイング研究センターと）
- 協力協定
  - ラオス人民民主共和国
    - ラオス国立大学経済経営学部、ラオス商工会議所等（会計学研究所と）
- 「千代田区内大学と千代田区の連携協力に関する基本協定」
  - 大妻女子大学、共立女子大学、共立女子短期大学、上智大学、東京家政学院短期大学、東京電機大学、二松學舍大学、日本大学、日本歯科大学、法政大学、明治大学
- 「大規模災害時における協力体制に関する基本協定」
  - 千代田区、明治大学、東京電機大学、法政大学、上智大学、日本大学、二松學舍大学
- 神田5大学広報会議
  - 中央大学、日本大学、法政大学、明治大学
- 東京12大学広報連絡協議会
  - 青山学院大学、学習院大学、國學院大學、上智大学、中央大学、東海大学、日本大学、法政大学、明治大学、立教大学、早稲田大学
- 川崎市多摩区・3大学連携協議会
  - 日本女子大学、明治大学
- 小学校教員養成特別プログラム
  - 玉川大学通信教育部（教育学部教育学科）
- 17大学校友業務懇談会
  - 青山学院大学、関西学院大学、慶應義塾大学、甲南大学、上智大学、成蹊大学、中央大学、東洋大学、同志社大学、日本大学、法政大学、明治大学、明治学院大学、立教大学、立命館大学、早稲田大学
- 山手線沿線私立大学図書館コンソーシアム（本館、、神田分館、KnowledgeBaseと（生田分館は直接利用を除く））
  - 青山学院大学（本館、万代記念図書館）、学習院大学（大学図書館、法経図書センター）、國學院大学（渋谷キャンパス図書館、たまプラーザキャンパス図書館）、東洋大学（白山図書館、川越図書館、赤羽台図書館、朝霞図書館）、法政大学（市ヶ谷図書館、多摩図書館、小金井図書館）、明治大学（中野図書館の直接利用は不可）、明治学院大学（白金、横浜）、立教大学（池袋、新座）
- 神奈川県図書館協会加盟大学（生田キャンパス図書館と）
  - 青山学院大学万代記念図書館相模原分館、麻布大学附属学術情報センター、小田原短期大学図書館、神奈川県立保健福祉大学附属図書館、神奈川工科大学附属図書館、神奈川歯科大学図書館、神奈川大学図書館、鎌倉女子大学図書館、川崎市立看護短期大学図書館、関東学院大学図書館、北里大学教養図書館、慶應義塾大学日吉メディアセンター、同大学湘南藤沢メディアセンター、同大学理工学メディアセンター、相模女子大学附属図書館、産業能率大学図書館、上智大学短期大学部図書館、湘南医療大学図書館、湘南工科大学附属図書館、湘北短期大学図書館、女子美術大学相模原図書館、聖マリアンナ医科大学医学情報センター、多摩大学アクティブ・ラーニング支援センター湘南キャンパス図書館（多摩大学SGSライブラリー）、鶴見大学図書館、田園調布学園大学図書館、桐蔭横浜大学情報センター、東海大学付属図書館伊勢原図書館、同大学付属図書館中央図書館、東京工業大学附属図書館すずかけ台分館、東京工芸大学中央図書館、東京都市大学横浜キャンパス図書館、東洋英和女学院大学図書館、日本大学生物資源学部図書館、フェリス女学院大学附属図書館、文教大学湘南図書館、防衛大学校総合情報図書館、明治大学生田図書館、横浜国立大学附属図書館、横浜市立大学学術情報センター、横浜商科大学図書館、横浜女子短期大学図書館、横浜創英大学図書館、横浜美術大学図書館

### 大学院
- 「首都大学院コンソーシアム」（「首都大学院コンソーシアム学術交流に関する協定」に基づく）（法務研究科を除く全研究科）
  - 共立女子大学大学院（家政学研究科、文芸学研究科、国際学研究科、看護学研究科）、順天堂大学大学院（医学研究科、スポーツ健康科学研究科、医療看護学研究科）、玉川大学大学院（文学研究科、農学研究科、工学研究科、マネジメント研究科、教育学研究科教育学専攻、脳科学研究科心の科学専攻）、中央大学大学院（法学研究科、経済学研究科（博士前期課程のみ）、商学研究科、理工学研究科（博士前期課程のみ）、文学研究科、総合政策研究科（博士前期課程のみ））、東京電機大学大学院（未来科学研究科、工学研究科、理工学研究科、情報環境学研究科、先端科学技術研究科）、東京理科大学大学院（理学研究科、総合化学研究科、科学教育研究科、薬学研究科、工学研究科、理工学研究科、基礎工学研究科、経営学研究科、国際火災科学研究科）、東洋大学大学院（文学研究科、社会学研究科、法学研究科、経営学研究科経営学専攻、同マーケティング専攻、経済学研究科経済学専攻、理工学研究科、国際地域学研究科、生命科学研究科、福祉社会デザイン研究科、学際・融合科学研究科、総合情報学研究科、食料環境科学研究科）、日本大学大学院（法学研究科、文学研究科、総合基礎科学研究科、経済学研究科、商学研究科、芸術学研究科、国際関係研究科、理工学研究科、生産工学研究科、工学研究科、医学研究科、歯学研究科、松戸歯学研究科、生物資源科学研究科、獣医学研究科、薬学研究科）、法政大学大学院（人文科学研究科、国際文化研究科、経済学研究科、法学研究科、政治学研究科、社会学研究科、経営学研究科（昼間コースのみ）、公共政策研究科、理工学研究科、人間社会研究科、情報科学研究科、政策創造研究科、デザイン工学研究科）、明治大学大学院（法学研究科、政治経済学研究科（博士前期課程のみ）、経営学研究科、文学研究科（日本文学専攻、仏文学専攻、独文学専攻の博士前期課程、文芸メディア専攻の修士課程のみ）、理工学研究科、農学研究科、情報コミュニケーション研究科（博士前期課程のみ）、教養デザイン研究科（博士前期課程のみ）、国際日本学研究科（博士前期課程のみ））
- 「神奈川県内大学間学術交流協定」（「神奈川県内の大学間における学術交流に関する協定書」に基づく）（法務研究科を除く全研究科）
  - 青山学院大学大学院（理工学研究科）、麻布大学大学院（獣医学研究科、環境保健学研究科）、神奈川大学大学院（法学研究科、経済学研究科、経営学研究科、外国語学研究科、理学研究科、工学研究科、歴史民俗資料学研究科、人間科学研究科）、神奈川工科大学大学院（工学研究科）、神奈川歯科大学大学院（歯学研究科）、鎌倉女子大学大学院（児童学研究科）、関東学院大学大学院（文学研究科、経済学研究科、法学研究科、工学研究科、看護学研究科）、北里大学大学院（理学研究科、医療係研究科、看護学研究科、薬学研究科、獣医学研究科、海洋生命科学研究科、感染制御科学府）、相模女子大学大学院（栄養科学研究科）、松蔭大学大学院（経営管理研究科）、湘南工科大学大学院（工学研究科）、昭和大学大学院（保健医療学研究科）、情報セキュリティ大学院大学（情報セキュリティ研究科）、女子美術大学大学院（美術研究科）、聖マリアンナ医科大学大学院（医学研究科）、総合研究大学院大学（文化科学研究科、物理科学研究科、高エネルギー加速器科学研究科、複合科学研究科、生命科学研究科、先導科学研究科）、鶴見大学大学院（文学研究科）、田園調布学園大学大学院（人間学研究科）、桐蔭横浜大学大学院（法学研究科、工学研究科、スポーツ科学研究科）、東海大学大学院（文学研究科、政治学研究科、経済学研究科、法学研究科、芸術学研究科、体育学研究科、理学研究科、工学研究科、海洋学研究科、健康科学研究科、人間環境学研究科）、東京工業大学大学院（生命理工学院）、東京工芸大学大学院（工学研究科）、東京都市大学大学院（環境情報学研究科）、日本大学大学院（生物資源科学研究科、獣医学研究科）、日本女子大学大学院（人間社会研究科、文学研究科、理学研究科、家政学研究科、人間生活学研究科）、フェリス女学院大学大学院（人文科学研究科、国際交流研究科、音楽研究科）、文教大学大学院（情報学研究科、国際学研究科）、明治大学大学院（農学研究科）、横浜国立大学大学院（工学府、環境情報学府、教育学研究科、国際社会科学研究科、都市イノベーション学府）、横浜市立大学大学院（医学研究科、都市社会文化研究科、生命ナノシステム科学研究科、生命医科学研究科）
- 経済学研究科
  - 青山学院大学大学院経済学研究科経済学専攻、中央大学大学院経済学研究科、東洋大学大学院経済学研究科経済学専攻、日本大学大学院経済学研究科、法政大学大学院経済学研究科経済学専攻、明治学院大学大学院経済学研究科、明治大学大学院政治経済学研究科経済学専攻、立教大学大学院経済学研究科経済学専攻、立教大学大学院経営学研究科経営学専攻
- 経営学研究科、商学研究科（商学専攻）
  - 中央大学大学院商学研究科（商学専攻）、法政大学大学院経済学研究科（経済学専攻）、法政大学大学院経営学研究科（経営学専攻）、明治大学大学院経営学研究科（経営学専攻）、明治大学大学院商学研究科（商学専攻）、立教大学大学院経済学研究科（経済学専攻）、立教大学大学院経営学研究科（経営学専攻）
- 文学研究科歴史学専攻
  - 青山学院大学大学院文学研究科史学専攻）、中央大学大学院文学研究科日本史学専攻、同大学大学院文学研究科東洋史学専攻、同大学大学院西洋史学専攻、上智大学大学院文学研究科史学専攻、明治大学大学院文学研究科史学専攻、立教大学大学院文学研究科史学専攻、國學院大學大学院文学研究科日本史学専攻、国士舘大学大学院人文科学研究科人文科学専攻、駒澤大学大学院人文科学研究科歴史学専攻、東海大学大学院文学研究科史学専攻、東洋大学文学研究科史学専攻
- 文学研究科地理学専攻
  - 駒澤大学大学院人文科学研究科地理学専攻、法政大学大学院人文科学研究科地理学専攻、明治大学大学院文学研究科地理学専攻、国士舘大学大学院人文科学研究科人文科学専攻、日本大学大学院理工学研究科地理学専攻
- 文学研究科社会学専攻
  - 茨城大学大学院人文社会科学研究科、埼玉大学大学院人文社会科学研究科、上智大学大学院文学研究科新聞学専攻、千葉大学大学院人文公共学府人文科学専攻、駒澤大学人文科学研究科社会学専攻、成蹊大学大学院文学研究科社会文化論専攻、中央大学大学院文学研究科社会学専攻・社会情報学専攻、東洋大学大学院社会学研究科、常磐大学大学院人間科学研究科、日本女子大学大学院人間社会研究科現代社会論専攻、法政大学大学院社会学研究科社会学専攻、武蔵大学大学院人文科学研究科社会学専攻、立教大学大学院社会学研究科社会学専攻、流通経済大学大学院社会学研究科社会学専攻、都留文科大学大学院文学研究科社会学地域社会研究専攻、創価大学大学院文学研究科社会学専攻、立正大学大学院文学研究科社会学専攻、明治学院大学大学院社会学研究科社会学専攻、明治大学政治経済学研究科政治学専攻、明治大学大学院文学研究科臨床人間学専攻、大妻女子大学大学院人間文化研究科、大正大学大学院人間学研究科、日本大学大学院新聞学研究科
- 「法実務技能教育教材研究開発コンソーシアム」（法務研究科法務専攻が加盟 ）。
  - 日本国内の加盟大学院 - 名古屋大学大学院（法学研究科）（主幹校）、愛知大学大学院（法務研究科）、大阪市立大学大学院（法学研究科）、岡山大学大学院（法務研究科）、金沢大学大学院（法務研究科）、関西学院大学大学院（司法研究科）、九州大学大学院（法務学府）、京都産業大学大学院（法務研究科）、近畿大学大学院（法務研究科）、熊本大学大学院（法曹養成研究科）、國學院大學大学院（法務研究科）、静岡大学大学院（法務研究科）、上智大学大学院（法学研究科）、中京大学大学院（法務研究科）、桐蔭横浜大学大学院（法務研究科）、東京大学大学院（法学政治学研究科）、東北大学大学院（法学研究科）、南山大学大学院（法務研究科）、日本大学大学院（法務研究科）、広島大学大学院（法務研究科）、北海学園大学大学院（法務研究科）、琉球大学大学院（法務研究科）、早稲田大学大学院（法務研究科）
  - 日本国外の大学（オブザーバー参加） - 中国政法大学（中国）、仁荷大学校（韓国）、慶熙大学校（韓国）、ソウル国立大学校（韓国）、西江大学校（韓国）
  - 日本国外の大学（交流・情報交換） - ウィスコンシン州立大学（アメリカ）、カリフォルニア大学ロサンゼルス校（UCLA）（アメリカ）、ハワイ大学（アメリカ）、ペパーダイン大学（アメリカ）、リンツ大学（オーストリア）、シンガポール大学（シンガポール）
  - 日本国内の関係機関 - 日本弁護士連合会、弁護士会、NPO法人法教育支援センター
  - 日本国外の関係機関 - 全米法廷技術研修所（NITA）、ACT of Communication

### 地方自治体との協定
- 東京都千代田区
- 神奈川県川崎市
- 神奈川県川崎市多摩区
- 神奈川県伊勢原市[29]
- 東京都[30]
- 群馬県[31]
- 茨城県
- 栃木県
- 静岡県[32][33]
- 茨城県行方市[34][35]
- 長野県[36]
- 山形県[37][38][39][40]
- 新潟県
- 秋田県[41]
- 北海道札幌市[42][43][44]
- 福島県[45]
- 佐賀県
- 熊本県
- 福岡県
- 青森県
- 石川県[46]
- 大阪府[47][48]
- 宮崎県[49][50]
- 鹿児島県[51]
- 広島県
- 山梨県
- 岡山県[52]
- 鳥取県[53]
- 滋賀県[54][55][56]
- 岩手県
- 岐阜県[57]
- 島根県[58][59]
- 京都府[60]
- 高知県[61]
- 愛知県[62]
- 三重県
- 福井県
- 富山県
- 香川県
- 愛媛県[63]

### 企業・法人等との協定
- 株式会社ケイエスピー
- 小田急電鉄株式会社
- 川崎商工会議所
- 神奈川経済同友会
- 東京2020オリンピック・パラリンピック招致委員会[30]
- 東京オリンピック・パラリンピック競技大会組織委員会[64]
- 全国「道の駅」連絡会
- 公益財団法人ふるさと鳥取県定住機構
- 公益財団法人日本バレーボール協会 - スポーツ研究所と

### 高大連携
大学と各高等学校との「教育交流に関する研究協定」に基づくものである。連携・協定の内容として、対象高等学校の生徒が専修大学の授業を聴講生として受講することの許可（単位取得科目は専修大学入学後に単位認定）、高等学校教員を目指す学生ための「教職版インターンシップ」の場の提供、大学と高等学校の教員同士の交流など、相互交流型のものである。
- 神奈川県立川崎高等学校（平成15年度）[65]
- 神奈川県立生田東高等学校（平成15年度）
- 神奈川県立海老名高等学校（平成16年度）
- 神奈川県立百合丘高等学校（平成16年度）
- 神奈川県立横浜桜陽高等学校（平成16年度）
- 東京都立狛江高等学校（平成17年度）
- 神奈川県立荏田高等学校（平成18年度）
- 神奈川県立元石川高等学校（平成18年度）
- 東京都立成瀬高等学校（平成18年度）
- 神奈川県立港北高等学校（平成19年度）
- 神奈川県立麻生高等学校（平成19年度）
- 神奈川県立神奈川総合高等学校（平成19年度）
- 東京都立大田桜台高等学校（平成21年度）
- 神奈川県立座間総合高等学校（平成21年度に協定更新）
- 神奈川県立湘南台高等学校（平成26年度）
- 神奈川県立新城高等学校（平成29年）

### 県立高校生学習活動コンソーシアム
上述の「高大連携」に類するものとして、神奈川県教育委員会教育局指導部高校教育課等との「県立高校生学習活動コンソーシアム」としての取組（高校生や教員のための連携に関する取組）がある。
- 大学・短期大学
  - 麻布大学、桜美林大学、神奈川大学、神奈川工科大学、鎌倉女子大学、関東学院大学、北里大学、国際医療福祉大学、産業能率大学、相模女子大学、湘南工科大学、昭和音楽大学、女子美術大学、聖マリアンナ医科大学、多摩大学、中央大学、鶴見大学、田園調布学園大学、桐蔭横浜大学、東海大学、東京家政学院大学、東京工芸大学、東京農業大学（農学部）、国立大学法人東京農工大学、日本映画大学、フェリス女学院大学、文教大学（湘南校舎）、法政大学、国立大学法人横浜国立大学、横浜商科大学、公立大学法人横浜市立大学、横浜創英大学、横浜薬科大学、和光大学、和泉短期大学、小田原短期大学、神奈川歯科大学短期大学部、鎌倉女子大学短期大学部、相模女子大学短期大学部、上智大学短期大学部、湘北短期大学、昭和音楽大学短期大学部、女子美術大学短期大学部、鶴見大学短期大学部、戸坂女子短期大学
- 専修学校各種学校
  - 一般社団法人神奈川県専修学校各種学校協会
- 企業・研究機関
  - 株式会社tyotto、株式会社アド・ソアー、大塚製薬株式会社（横浜支店）、カゴメ株式会社（神奈川支店）、神奈川県行政書士会、神奈川県司法書士会、神奈川県社会保険労務士会、一般社団法人神奈川県トラック協会、地方独立行政法人神奈川県立産業技術総合研究所（KISTEC）、株式会社神奈川新聞社、株式会社キャリアドライブ、株式会社金原、独立行政法人国際協力機構（横浜センター）、第一三共株式会社、第一生命保険株式会社、東京ガス株式会社（神奈川支社）、独立行政法人日本貿易振興機構横浜貿易情報センター、株式会社マイナビ、株式会社横浜岡田屋、株式会社横浜銀行、一般社団法人神奈川県経営者協会、一般社団法人神奈川県商工会議所連合会、神奈川県商工会連合会、神奈川県中小企業団体中央会

### 教育交流提携協定
上述の「高大連携」を超えた「教育交流提携協定」に基づく連携である。連携・協定の内容として、対象高等学校の生徒による専修大学図書館等施設利用の許可、専修大学への優先進学枠の設定（「提携校推薦入試を実施する」）などがある。
- 浦和学院高等学校（2016年（平成28年）3月24日に協定調印）[68]
- 向上高等学校（平成29年度）
- 福島県立ふたば未来学園高等学校（2017年（平成29年）4月19日に協定調印）[69]

### 教育課程指定連携
本学ネットワーク情報学部と高等学校の友好関係に基づいて、双方の教育課程の連携を通じて相互に教育理念及び教育方針を尊重しつつ教育内容等について理解を深めることにより、大学教育及び高等教育の接続及び活性化を図ることを目的とする。連携に基づく教育課程プログラムを行うほか、2017年度入試から教育課程指定連携型推薦入学試験を実施する。
- 千葉県立袖ヶ浦高等学校情報コミュニケーション科（2016年（平成28年）10月31日に協定締結）
- 千葉県立柏の葉高等学校情報数理科（2016年（平成28年）10月31日に協定締結）
- 東京都立晴海総合高等学校総合学科（2016年（平成28年）10月31日に協定締結）
- 川崎市立川崎総合科学高等学校情報工学科（2016年（平成28年）10月31日に協定締結）
- 東京都立八王子桑志高等学校（2017年（平成29年）7月に協定締結[71]）

## 附属学校
専修大学から、また、各校（特に各高等学校）から、対外的には「附属校」あるいは「付属校」と言われるも、いずれの附属学校も学校法人専修大学の設置ではなく、別法人による設置（いわゆる「系属校」）となっている。このため、系列校で掲載している。専修大学への進学率も各学校によって大きく異なる。

## 系列校

### 同一学校法人
学校法人専修大学は、以下の大学を設置しており、専修大学の系列校となっている。
- 石巻専修大学（宮城県石巻市）

### 別学校法人
以下の「専修大学」と付いている学校は、学校法人専修大学の設置ではなく、別法人による設置となっているため、ここでまとめる。
- 学校法人専修大学附属高等学校（東京都杉並区）
  - 専修大学附属高等学校
- 学校法人専修大学松戸高等学校（千葉県松戸市）
  - 専修大学松戸高等学校
  - 専修大学松戸中学校
  - 専修大学松戸幼稚園
- 学校法人玉名学園（熊本県玉名市）
  - 専修大学熊本玉名高等学校
- 学校法人北上学園（岩手県北上市）
  - 専修大学北上福祉教育専門学校
  - 専修大学北上高等学校
  - 専修大学北上幼稚園

## 社会との関わり

### 黒門

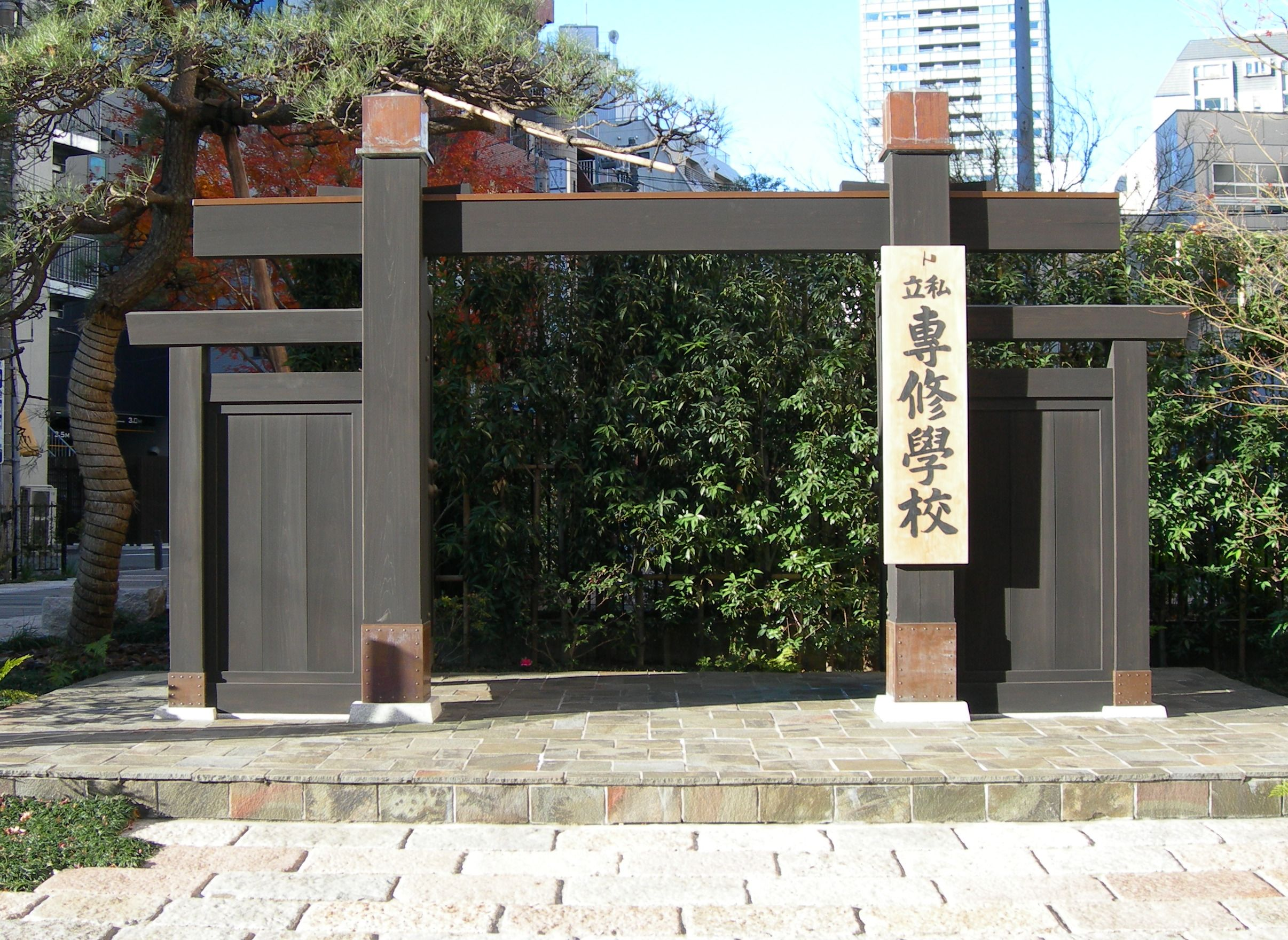
黒門

黒門（くろもん）は、専修大学の前身である専修学校の校門であり、現在ではその復元したモニュメントが神田キャンパス内に設置されている。
開学直後、日本語で法学・経済学が学べるということから入学者が急増し、学生数の増加に追いつかなくなったため、銀座から神保町へ移転した。江戸時代の神田神保町は、旗本や御家人の武家屋敷の地で、その多くは冠木門といわれる両側の柱上部に冠木と呼ばれる横木を渡した屋根のない門構えであり、それに倣い専修学校の校門も作られた。
東京帝国大学が赤門という代名詞で呼ばれていたため、専修学校は黒門（くろもん）とで呼ばれるようになった。
赤門（東帝）、黒門（専修）、白門（中央）となっていた。
1907年の校舎改築に伴って、黒門は取り壊されることとなったが、2010年、約100年ぶりにモニュメントとして復元された 。

### 専修大学カップ
創立130周年記念事業の一環として、地域の子供たちの健全な育成を支援することを目的に、神奈川県野球連盟と共に「神奈川県学童軟式野球選手権大会」を主催している。

### 創立130周年記念映画
創立130周年記念として、2010年に専修学校（現専修大学）創立をテーマにした映画『学校をつくろう』（監督神山征二郎、原作志茂田景樹、主演三浦貴大）を制作。2011年2月に一般劇場公開。

### テレビCM
創立130周年記念事業の一環として、2007年4月から2010年3月まで、フジテレビ系列・FNNスーパーニュースの隔日提供のスポンサー扱いで、同学のイメージCMが放映された。大学のブランドイメージを広く浸透及び向上させることを目的に、全国ネットの番組でCM放映を行うのは日本国内の大学で初めての試み、と言うことであった。

### 学術団体等事務局
2003年頃から2012年度まで、法学部、のちに大学院法務研究科に「女性科学研究者の環境改善に関する懇談会」の事務局が置かれていたことがある（専修大学法学部・大学院法務研究科の教員が当懇談会会員だったため）。

## エピソード

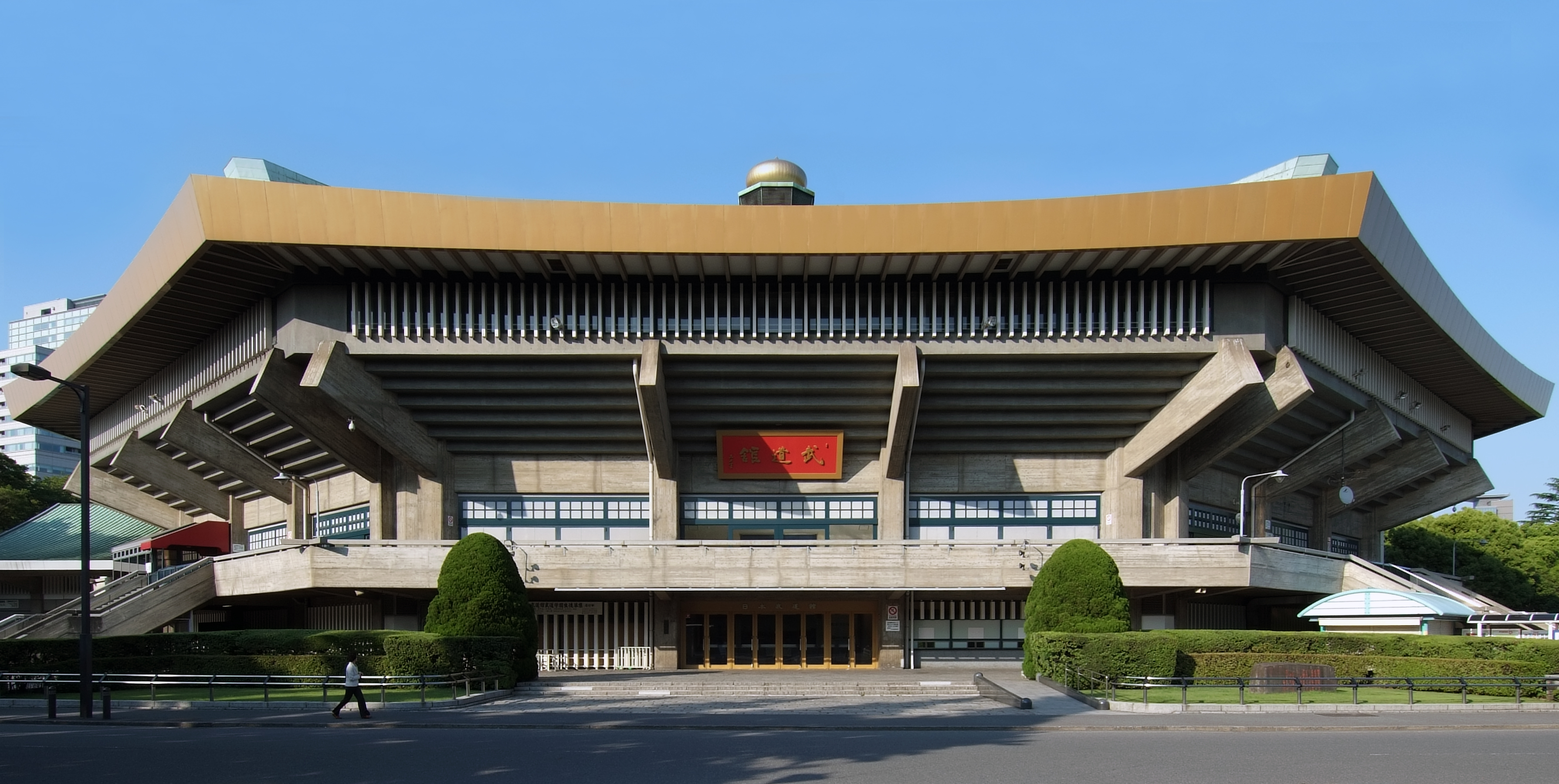
日本武道館

- 専修大学をはじめ在京大学の入学式・卒業式は、日本武道館で開催されているが、専修大学が他校に先駆けて日本武道館で入学式・卒業式を開催するようになった。このようになったのは1965年のことであり、時の総長で、1964年東京オリンピック担当大臣として日本武道館の設立に寄与した川島正次郎の発案である。
- 専修大学の学生は安寧を願い自律心が高い。このことは、1960年代、同じ千代田区に聳える中央大学や明治大学・日本大学の学生を中心に、神田カルチェ・ラタン闘争などの学生運動が相次いでいた際、専修大学の学生にも応援要請があったが、参加を拒否した。
- 神保町駅は、都営地下鉄の副名称として「専修大学前」が使用されている。これは、専修大学が駅近くにあり、かつて靖国通り沿いにあった都電九段線（10・12・15系統）の電停名でも使用されていたことからである。この「専修大学前」の電停は、大学で保存されている[73] 。
- 創立者の一人である目賀田種太郎夫人逸子は、幕末から明治にかけての政治家である勝海舟の三女である。そのため、勝は専修学校（当時）の卒業式にあたり、『律増甲乙之科以正澆俗 礼崇升降之制以極頽風』と自筆した書を贈って卒業生を激励した。その意は「法律は次々に多くの箇条を増加して（これによって）人情の薄い風俗を矯正し、礼は（堂の昇り降りなど）挙措進退のきまりを尊重して頽廃した風俗を止めるものである」というものであり、法学生の使命の大きいことを説いた[74] 。